# Roazhon Park
Vous lisez un « article de qualité » labellisé en 2011.
Le Roazhon Park est le principal stade de la ville de Rennes, chef-lieu du département d'Ille-et-Vilaine et de la région Bretagne. Érigé en 1912, il est la propriété de la ville de Rennes et est utilisé par le Stade rennais FC. L'enceinte est rénovée à plusieurs reprises avant-guerre, dans les années 1950 et à la fin des années 1980. Entre 1999 et 2004, l'ensemble des tribunes sont rénovées ou entièrement reconstruites, ce qui lui permet d'accroître sensiblement sa capacité d'accueil, pour atteindre aujourd'hui près de 30 000 places assises.
Quatorzième stade français au nombre de places proposées, il accueille également ponctuellement quelques autres événements sportifs et culturels. Situé dans le quartier Bourg-l'Évesque - la Touche - Moulin du Comte, à l'ouest de la ville de Rennes, il est bordé par le fleuve de la Vilaine, et se trouve au centre des installations du Stade rennais FC. À sa proximité immédiate se trouvent le centre de formation et le camp d'entraînement, alors que le stade abrite en son sein le restaurant « Léon le Cochon », la boutique du club et sa « Galerie des Légendes ».

## Historique

### Construction et premières années

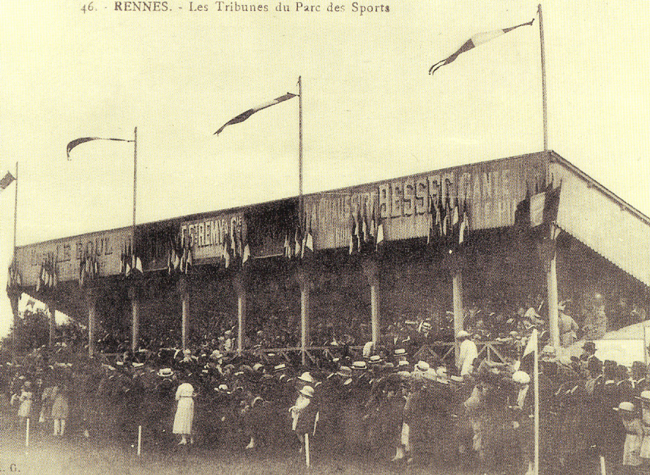
La première tribune en bois du parc des sports de la route de Lorient, inaugurée en 1912.

L'histoire du Roazhon Park est depuis toujours liée à celle du Stade rennais FC. Depuis sa création en 1901 jusqu'en 1912, celui-ci évolue sur un terrain appartenant aux frères Richier, situé dans le quartier de la Mabilais, sur la rive sud de la Vilaine. En pente, la prairie qui sert d'aire de jeu est régulièrement inondée en hiver. Malgré l'installation d'un système de drainage en 1911, le club décide de déménager un an plus tard. Le choix se porte sur un terrain situé un peu plus à l'ouest, sur l'autre rive de la Vilaine, le long de la voie qui part du centre-ville vers Lorient. Le quartier, dit du Moulin du Comte, est alors en développement, avec l'installation d'activités industrielles, et la création de logements ouvriers.
Ce qui s'appelle encore le parc des sports du Moulin du Comte est un espace clos, qui bénéficie d'une tribune en bois située côté Vilaine. Après un premier match disputé par le Stade rennais UC le 15 septembre 1912 face au SA du Lycée de Rennes (6-1), l'inauguration officielle a lieu un mois plus tard, le 15 octobre, avec un match de gala disputé face au Racing Club de France (0-4). Le coup d'envoi de cette rencontre est donné par le maire de Rennes Jean Janvier devant 3 000 spectateurs. Dès ses premières années d'existence, le parc des sports est composé d'un terrain d'honneur, mais aussi de terrains annexes, où se déroulent entraînements et matchs.

### Agrandissements et modernisations
Pendant plus de vingt ans, le terrain principal ne connaît que de légères modifications, des gradins sommaires étant par exemple installés côté route de Lorient. Arrivée du professionnalisme aidant, les affluences deviennent plus importantes. En 1932, 8 000 spectateurs assistent ainsi à un match amical disputé par le Stade rennais UC face aux Anglais de Mansfield. Devant cet état de fait, les instances dirigeantes du football demandent au Stade rennais UC de moderniser son stade, mais il faut attendre la veille de la Seconde Guerre mondiale pour que la ville de Rennes, propriétaire du parc des sports, alloue la somme de 1 500 000 francs pour sa rénovation. La tribune côté Vilaine est alors rénovée avec la création de vestiaires pour les joueurs, les gradins sommaires côté route de Lorient sont couverts par un toit, alors que de nouveaux gradins sont construits derrière les buts. À la libération, le parc des sports sert de lieu de stationnement pour les troupes américaines, et ne retrouve sa fonction sportive que le 15 octobre 1944.
Après la guerre et au début des années 1950, les spectateurs se font de plus en plus nombreux. Le 21 décembre 1952, 21 397 personnes assistent à un match de championnat disputé face au Stade de Reims, battant le record du stade qui passe pour la première fois la barre des 20 000 spectateurs. Une modernisation est une nouvelle fois mise en œuvre. Proche de l'écroulement, la tribune côté Vilaine est remplacée par une nouvelle construction en béton armé d'une capacité de 3 000 places assises. Sa mise en service est effective le 11 décembre 1955. Quelques mois plus tard, la tribune côté route de Lorient est reconstruite, également en béton. À son inauguration, elle peut accueillir 10 000 personnes, dont 2 000 assises. Dans cette configuration, le parc des sports continue de battre ses records d'affluence. Le 11 novembre 1965, 28 148 personnes se pressent dans l'enceinte du stade à l'occasion d'un match de championnat entre le Stade rennais UC, vainqueur sortant de la Coupe de France et le FC Nantes, champion de France en titre. En avril 1967, le terrain d'honneur du parc des sports est équipé d'un éclairage qui permet la tenue de rencontres en nocturne avec une puissance de 950 lux au sol. L'inauguration de ces nouvelles installations est réalisée le 26 avril 1967, à l'occasion d'un match amical disputé par le Stade rennais UC face à la Pologne. La configuration de l'époque permet à certains spectateurs d'assister aux matchs depuis les alentours sans prendre place dans les tribunes, comme le 1er juin 1971 à l'occasion d'une demi-finale de Coupe de France disputée par le Stade rennais UC face à l'Olympique de Marseille.

### Extensions avortées

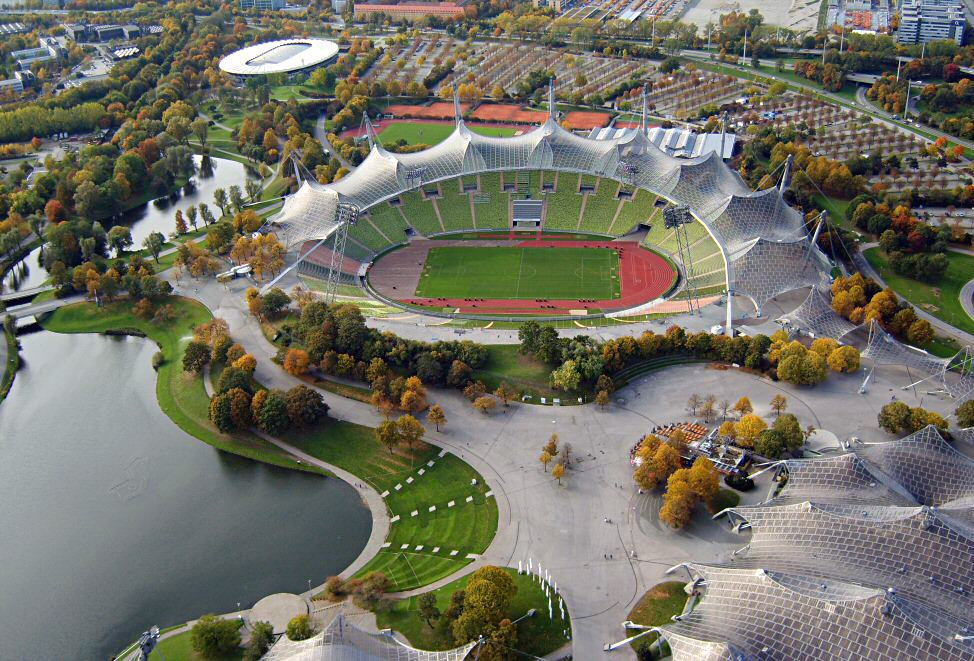
Les grandes toiles qui abritent la tribune Lorient à partir de 1987 s'inspirent de l'architecture du stade olympique de Munich.

Après la double victoire rennaise en Coupe de France en 1965 et 1971, il est une nouvelle fois question d'augmenter la capacité d'accueil du stade. Au début de la saison 1971-1972, l'opportunité de la porter à 30 000 places est évoquée, avant d'être écartée pour motifs économiques. Ce projet est reporté sur la durée, d'autant que les résultats sportifs médiocres du club à partir du milieu des années 1970 entraînent une baisse de la fréquentation du stade. La moyenne de spectateurs par rencontre passe ainsi de près de 12 000 en 1974 à tout juste un peu plus de 4 000 en 1981, et ce malgré la construction d'une tribune en dur derrière le but côté ouest, tribune qui prend rapidement le nom de la commune adjacente de Mordelles et est inaugurée en janvier 1975.
Le Stade rennais FC retrouvant la première division en 1983, un agrandissement du stade à 35 000 places lui est promis en cas de maintien. Le projet est de nouveau retiré alors que l'équipe première n'atteint pas cet objectif. En 1986, alors que le club a entre-temps « fait l'ascenseur », il revient sur la table, le Stade rennais FC disputant une deuxième saison de suite dans l'élite. Cette fois, la rénovation est mise en œuvre, et vise à reconstruire l'ensemble des tribunes du stade, pour offrir une capacité de 33 000 places. Construites en béton, les tribunes doivent être abritées par de grandes toiles soutenues par une charpente métallique, le tout rappelant le stade olympique de Munich. Les travaux débutent par la mise à bas de la tribune côté route de Lorient. La nouvelle construction qui prend sa place est inaugurée le 7 mars 1987, mais le club chutant de nouveau en deuxième division, le projet de trois autres tribunes similaires, envisagé au départ, est abandonné. Toutefois, en juillet 1989, la ville de Rennes débloque un crédit de 1,5 million de francs pour la création de loges pour les entreprises au sein de la tribune présidentielle, ainsi que d'un salon de réception.

### Du parc des sports au stade de la route de Lorient

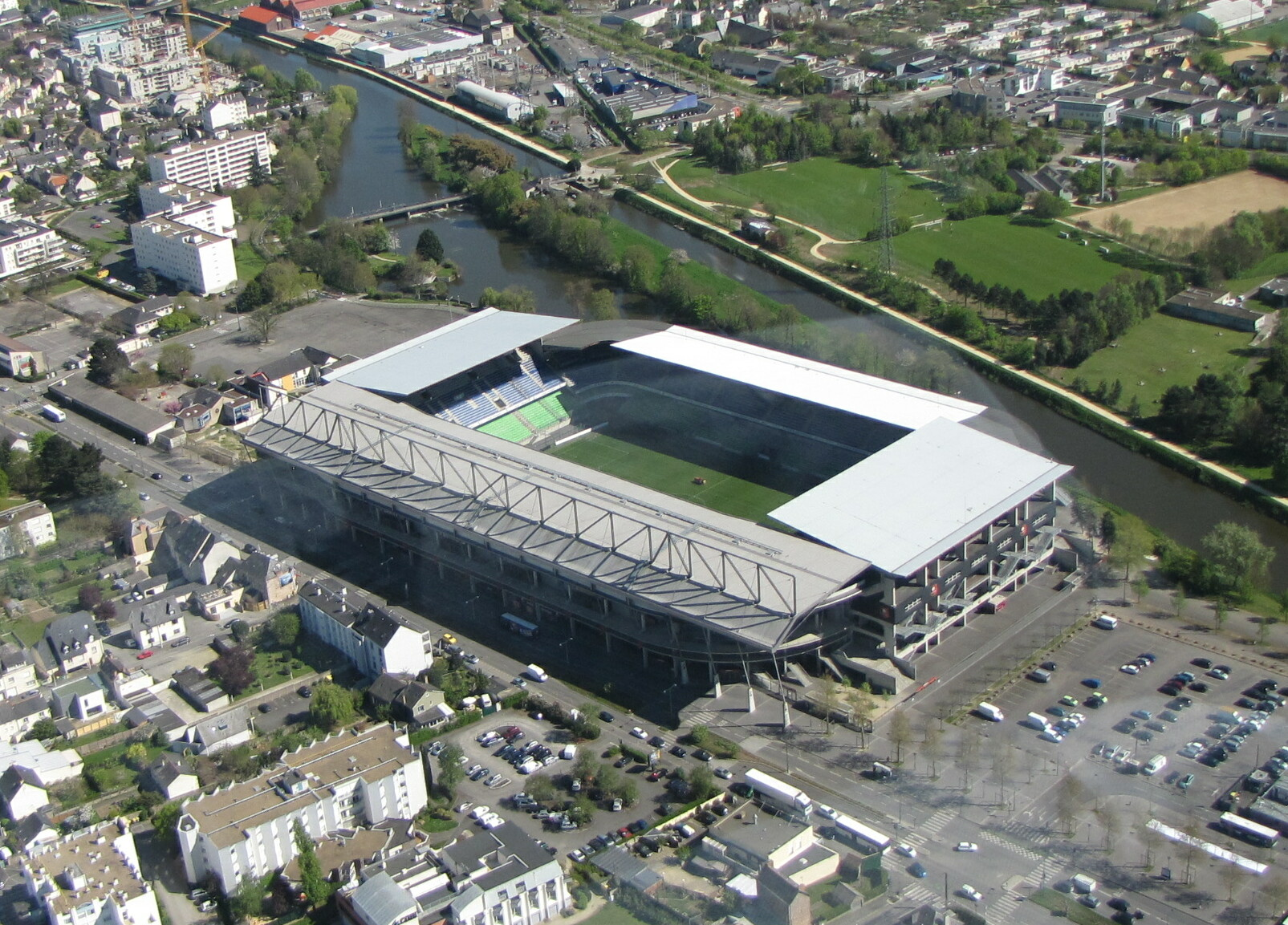
Vue aérienne sur le stade et ses environs, en 2011.

Le Stade rennais FC parvenant à se stabiliser en première division à partir du milieu des années 1990, se pose une nouvelle fois la question d'une rénovation du parc des sports. En 1996, le président du club René Ruello évoque ainsi la construction d'un nouveau stade de 25 000 places, et quelques mois plus tard, le 7 avril 1997, le conseil municipal vote la rénovation des lieux. Ce projet, nécessitant un budget de 62 millions de francs, est préféré à celui consistant à construire un stade neuf dans la périphérie rennaise pour un coût compris entre 144 et 170 millions de francs. À cette rénovation s'adjoint la création d'un centre d'entraînement dédié au club, qui permet la transformation en parkings des terrains annexes.
Le projet retenu est celui de l'architecte Bruno Gaudin, déjà auteur du stade Charléty à Paris , tandis que le coût final total de la rénovation atteint 37,3 millions d'euros. Les travaux débutent par la construction de la tribune Rennes début 1999. La tribune Vilaine connaît ensuite le même sort, avant que les tribunes Mordelles et Lorient ne soient rénovées. Les travaux s'étalent sur cinq ans, l'équipe première continuant d'évoluer dans l'enceinte du stade pendant leur durée. À l'été 2004, l'ensemble du stade rénové ouvre au public. Son inauguration est célébrée à deux reprises, le 18 août 2004 à l'occasion du premier match disputé par l'équipe de France de football à Rennes face à la Bosnie-Herzégovine, puis de façon festive le 23 octobre 2004 lors d'une rencontre de Ligue 1 disputée par le Stade rennais FC face au FC Metz. La nouvelle capacité d'accueil permet à l'enceinte de battre son vieux record d'affluence de 1965. Pour la rencontre d'inauguration face à Metz, 28 525 spectateurs remplissent les gradins. Un peu moins d'un an plus tard, le record d'affluence est porté à 29 490 spectateurs à l'occasion d'un match de championnat disputé face à l'Olympique de Marseille.

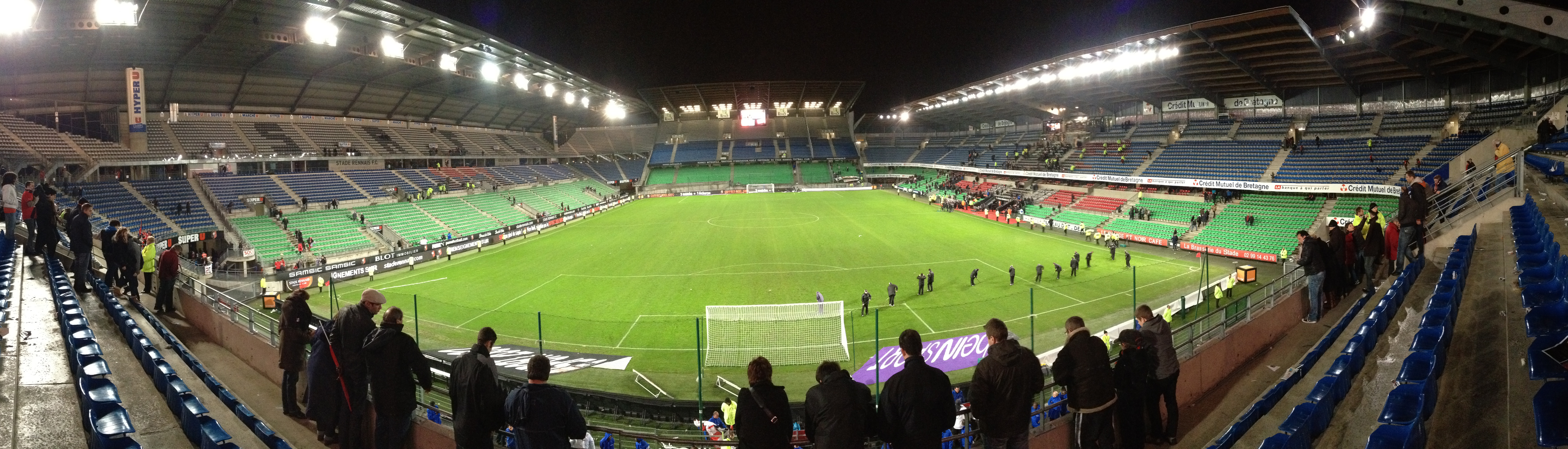
Vue panoramique du stade, à l'issue d'un match, en 2012.

### Projets de modernisation et changement de nom

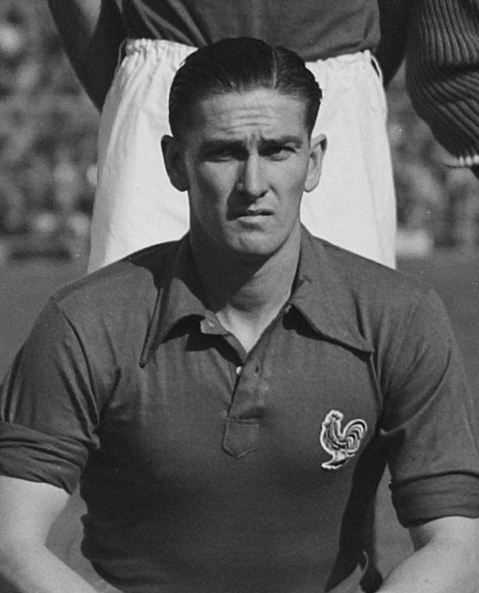
Depuis les années 1990, le nom de Jean Prouff est régulièrement proposé pour rebaptiser le stade, sans suite.

En 2008, dans le cadre de la désignation des stades susceptibles d'accueillir l'Euro 2016, un projet d'accroissement de la capacité du stade de la route de Lorient à 35 000 places assises voit le jour, consistant en un agrandissement de la tribune Vilaine pour un coût de 36 millions d'euros. Présélectionné en juin 2009, le projet rennais est finalement retiré par la municipalité cinq mois plus tard, au motif d'une trop grande incertitude quant au soutien financier de l'État,.
En janvier 2011 est annoncé un nouveau projet visant à aménager sur plusieurs hectares les alentours du stade en un pôle commercial aux couleurs du Stade rennais FC, en collaboration avec la ville de Rennes. Le but poursuivi est de permettre au club d'augmenter et de diversifier ses ressources économiques, en créant une activité qui ne se limite pas à celle enregistrée les jours de matchs,.
Le nom du stade de la route de Lorient est durant plusieurs années l'objet de diverses discussions. En 1981, la municipalité suggère ainsi qu'un nouveau nom soit donné à l'enceinte et à ses tribunes. Dix ans plus tard, cette possibilité est de nouveau évoquée par certains des supporters du club, qui s'en font l'écho dans le journal Ouest-France. Les noms, entre autres, de Jean Prouff, Isidore Odorico, Henri Guérin ou encore Marcel Aubour sont alors proposés, sans que suite ne soit donnée. Enfin, en février 2008, le décès de Prouff relance une nouvelle fois la question, mettant en avant l'importance pour le Stade rennais FC de celui qui fut nommé en 2001 « entraîneur du siècle » par le club.

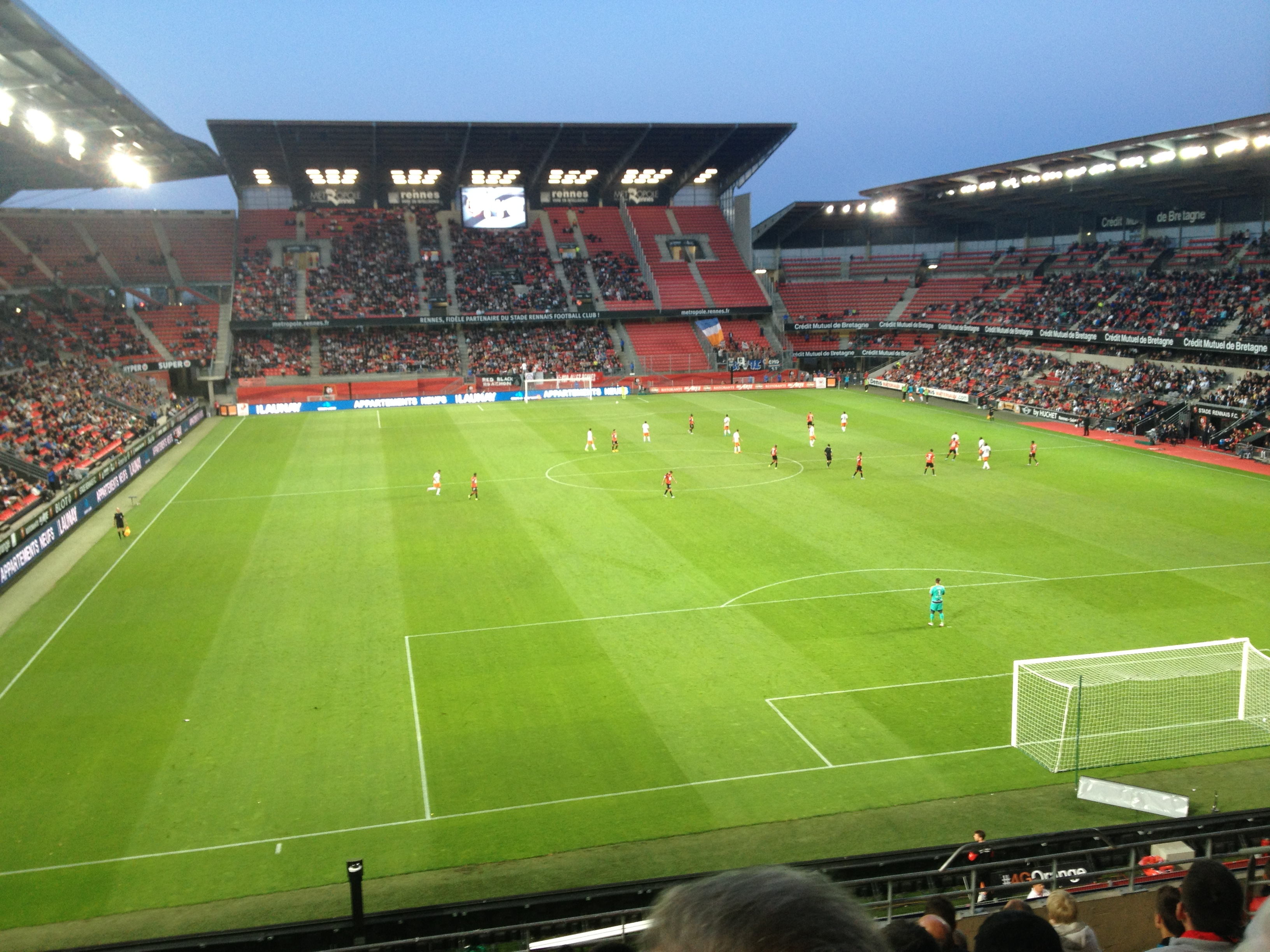
Le stade sous ses nouvelles couleurs en 2015.

À l'image des dénominations commerciales données aux tribunes, le Stade rennais FC projette au printemps 2009 de renommer le stade de la route de Lorient en pratiquant une opération de naming. En partenariat avec le Groupe Crédit mutuel Arkéa, il est alors envisagé de rebaptiser l'enceinte « Fortuneo Stadium » pour une durée de cinq années, en l'échange de 30 millions d'euros. L'annonce de ce projet soulève de nombreuses protestations, aussi bien politiques, que de la part de certains supporters, et il est finalement reporté quelques jours plus tard, sans que le club ne renonce totalement à réaliser ce genre d'opération à l'avenir. Quelques mois plus tard, après avoir établi un rapport sur la compétitivité du football français, le ministre Éric Besson évoque indirectement ce projet avorté en affirmant qu'en allant à Munich, « cela ne l'a pas choqué de voir le stade du Bayern s'appeler l'Allianz Arena, de voir le mot Allianz et non pas « Route de je-ne-sais-pas-quoi »
Écartant le projet d'un naming, le président du Stade rennais FC René Ruello relance la question en 2015. Prenant la forme d'une consultation populaire, la procédure aboutit avec le renommage du stade de la route de Lorient en Roazhon Park le 12 juin 2015, Roazhon étant le nom breton de Rennes,. Cette modification s'accompagne d'un renouvellement des sièges en tribunes, passant du vert, bleu et gris choisis lors de la rénovation du stade, au rouge et noir couleurs du club.
Le 22 mai 2019, le président du Stade rennais FC Olivier Létang présente la « Galerie des Légendes » qui consiste en un lieu où est retracé l'ensemble de l'histoire du club.

## Structure et équipements

### Architecture et description générale

Vue schématique de la situation du stade et de ses tribunes.

Depuis la dernière rénovation de l'enceinte, la pelouse du Roazhon Park est entourée de quatre tribunes couvertes comportant uniquement des places assises. Officiellement, ces tribunes portent des noms commerciaux, susceptibles d'évoluer au gré des changements de sponsors. Chacune est construite sur au moins deux niveaux. Les quatre tribunes sont complétées par des tribunes d'angle qui les relient entre elles.
Pièce maîtresse de la rénovation du stade au début des années 2000, la tribune Lorient bénéficie d'un système porteur matérialisé par une poutre de 150 mètres de long, permettant de construire un ensemble offrant 6 000 places assises sans que des portiques n'aient à prendre appui sur la route de Lorient . La façade de la tribune est conçue de telle sorte qu'elle puisse héberger des commerces et l'entrée du public , avec sur ses étages supérieurs des promenades donnant sur la rue . Le dessous des gradins est habillé de polycarbonates qui, éclairés de l'intérieur par un jeu de lumière, donnent une coloration rouge à la tribune, et habillent la structure en béton armé . L'effet recherché lors de la mise en place du projet est de donner au stade une architecture urbaine, qui s'accorde avec son environnement immédiat< .
La capacité théorique du stade est de 31 127 places, mais il ne peut en pratique recevoir qu'un peu moins de 30 000 personnes, avec 29 193 places assises dont 1 831 places VIP, un millier de places prévues dans la partie inférieure de la tribune Rennes pour des spectateurs en station debout n'étant pas mises à la vente,. Au nombre de places proposées, le Roazhon Park est le seizième plus grand stade français.
Les tribunes Mordelles et Rennes, respectivement situées côté ouest et côté est, sont équipées depuis septembre 2008 de deux écrans géants de 48 m2  avec un pixel pitch de 10 millimètres. Enfin, le stade est doté d'un éclairage de 2 500 lux pour les matchs disputés en nocturne.
Le 22 novembre 2017, le stade s'équipe de la 4G d'Orange.
Durant l'été 2018, l'éclairage du stade change pour passer à des projecteurs LED, notamment pour la Coupe du monde féminine de football 2019.

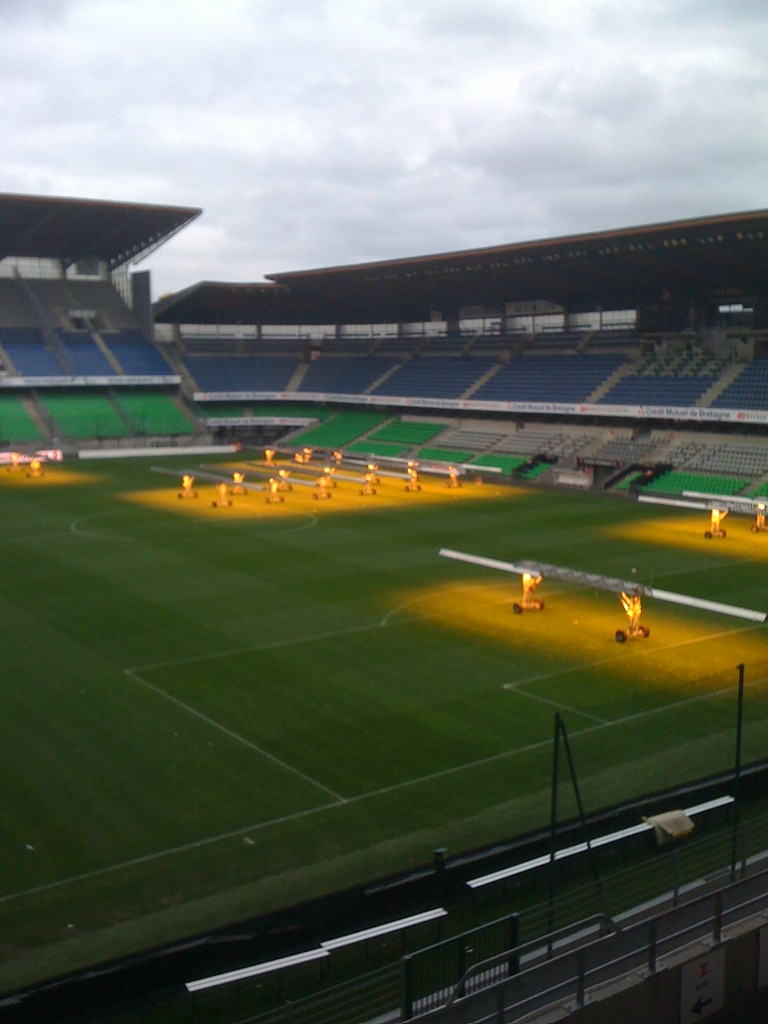
Des lampes à sodium servent à entretenir le gazon du stade.

### Terrain de jeu
Le Roazhon Park comporte une aire de jeu de 105 mètres de long sur 68 mètres de large dont la surface est en gazon naturel. Elle repose sur un système de drainage, une couche drainante et une couche de substrat d'environ vingt centimètres. Le gazon, plaqué sur le substrat, est à l'origine cultivé hors du stade puis posé par bandes de 1,20 mètre de largeur sur 13 mètres de longueur avant son enracinement. Réalisée en 2008, l'installation de ce système coûte 500 000 euros au Stade rennais FC.
À la suite de la rénovation du stade au début des années 2000, la qualité de la pelouse souffre à plusieurs reprises du passage de l'hiver, ce qui oblige à des soins importants et même à des réfections totales et régulières de l'aire de jeu,. L'une des causes désignées est très vite le manque d'ensoleillement de certaines parties du terrain, du fait de la nouvelle configuration des tribunes, ce qui est confirmé par une étude menée entre mai et décembre 2007. Pour pallier cela, le club sollicite alors la possibilité d'évoluer sur une pelouse synthétique, ce qui lui est accordé par la LFP fin mai 2008,. Quelques jours plus tard, le Stade rennais FC repousse finalement la mise en place d'une telle surface de jeu, le temps manquant pour son installation,.
Se voyant transférer la gestion pleine et entière de la pelouse par la municipalité en juin 2008, le club entreprend par la suite d'entretenir le gazon pendant l'hiver grâce à un dispositif comprenant des lampes à sodium, des bâches et des générateurs d'air chaud fonctionnant au fioul, ce qui permet une amélioration des conditions de jeu, mais pose également des questions d'ordre écologique. Le Stade rennais FC investit ainsi 150 000 euros pour se doter de ces rampes lumineuses, hors frais de consommation, estimés à 30 000 euros par an. Il pose ainsi le Roazhon Park en position d'enceinte pilote pour la luminothérapie en France, avec pour résultat une bonne qualité du terrain de jeu, y compris l'hiver.

### Tribunes

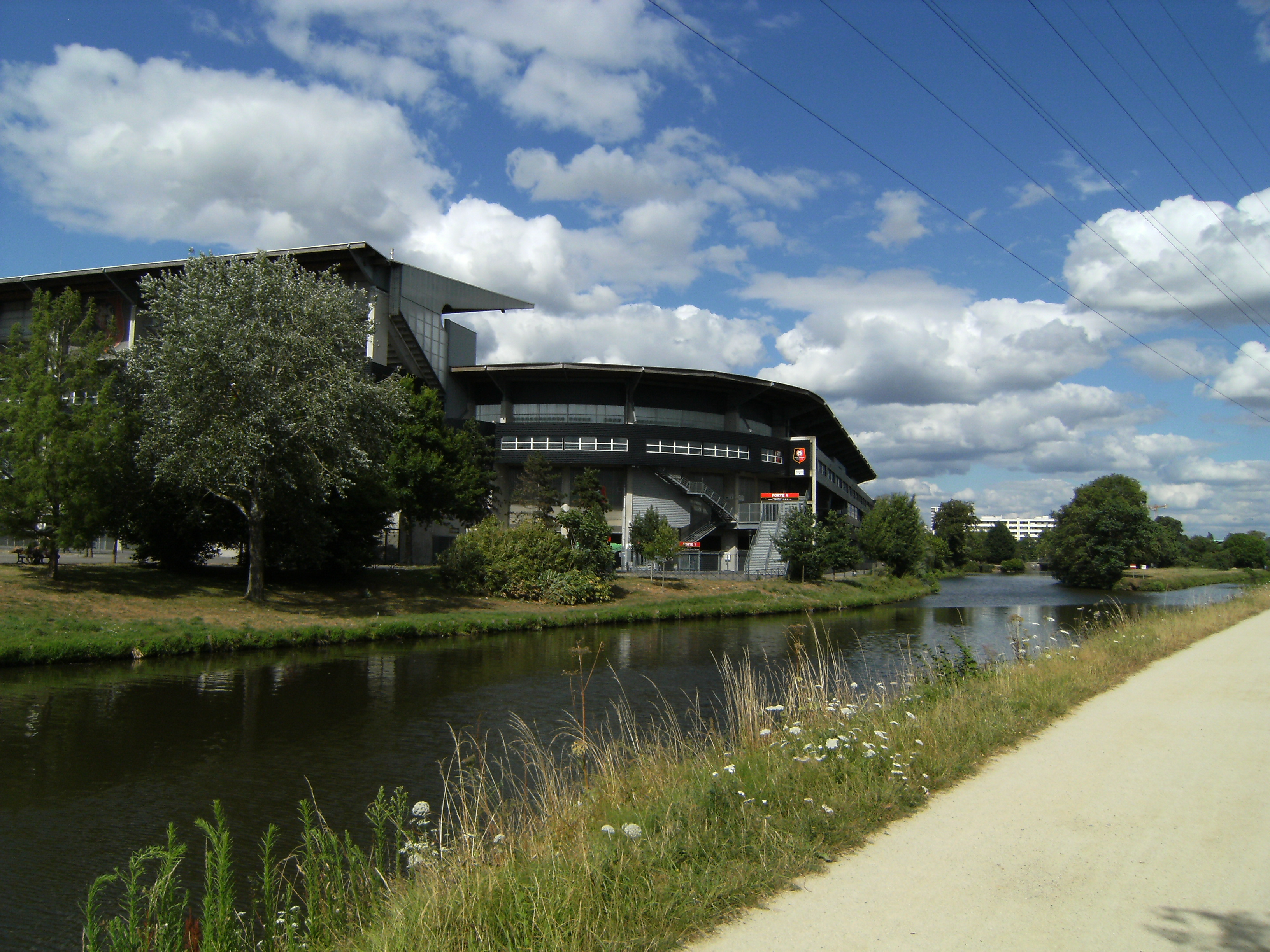
La tribune Vilaine, construite au bord de l'eau.
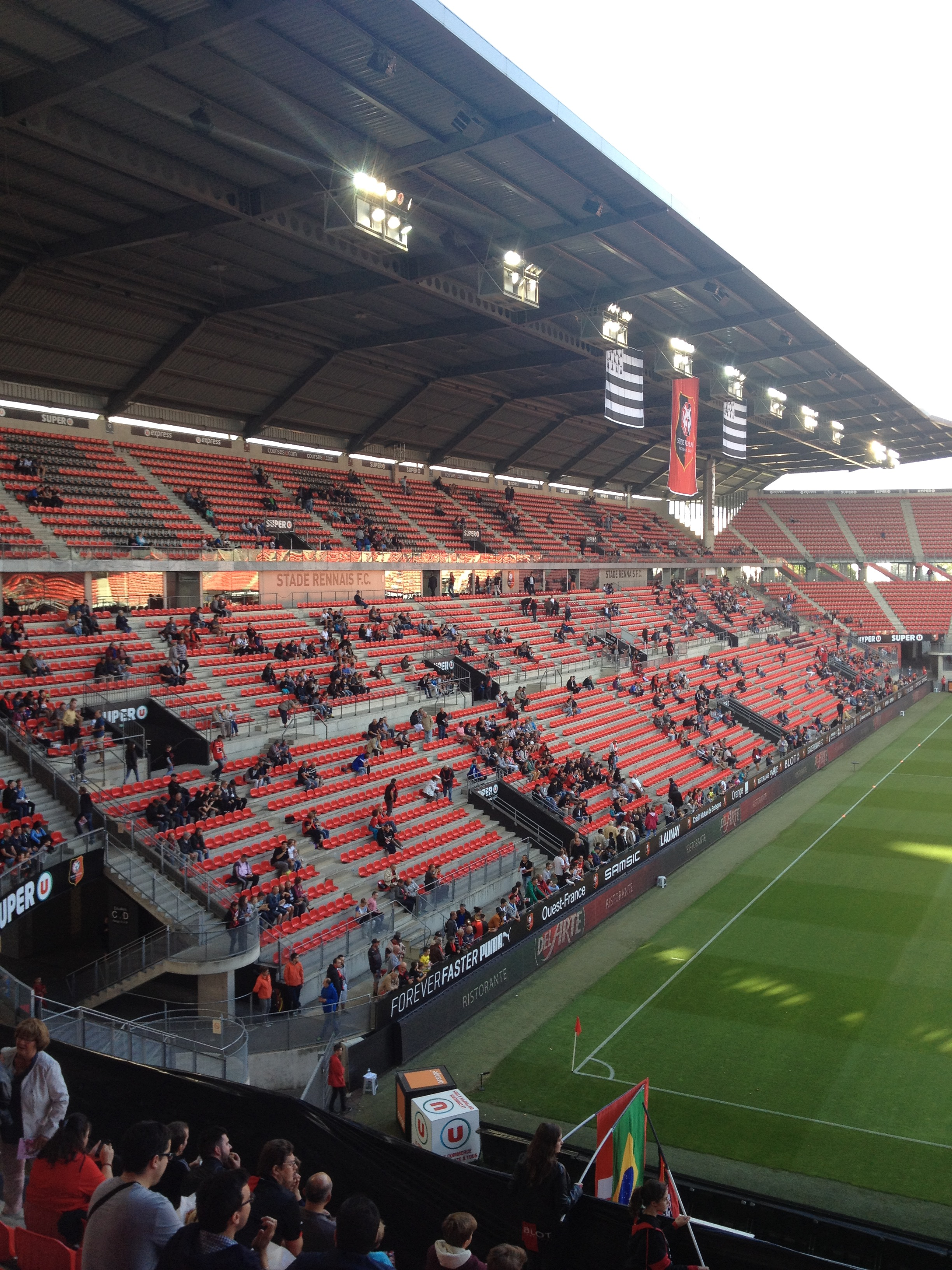
La tribune Lorient en 2015.
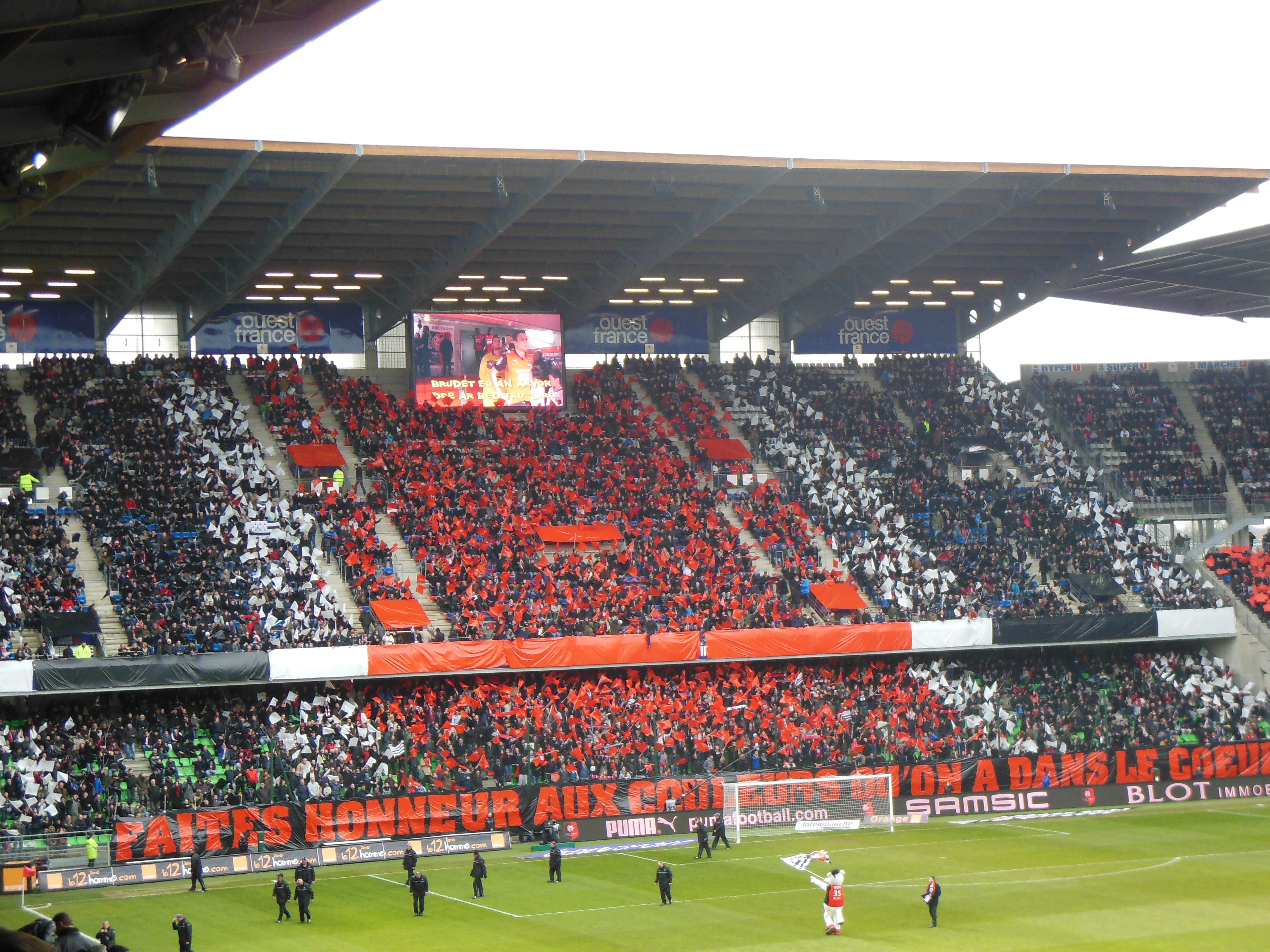
La tribune Mordelles en 2013.
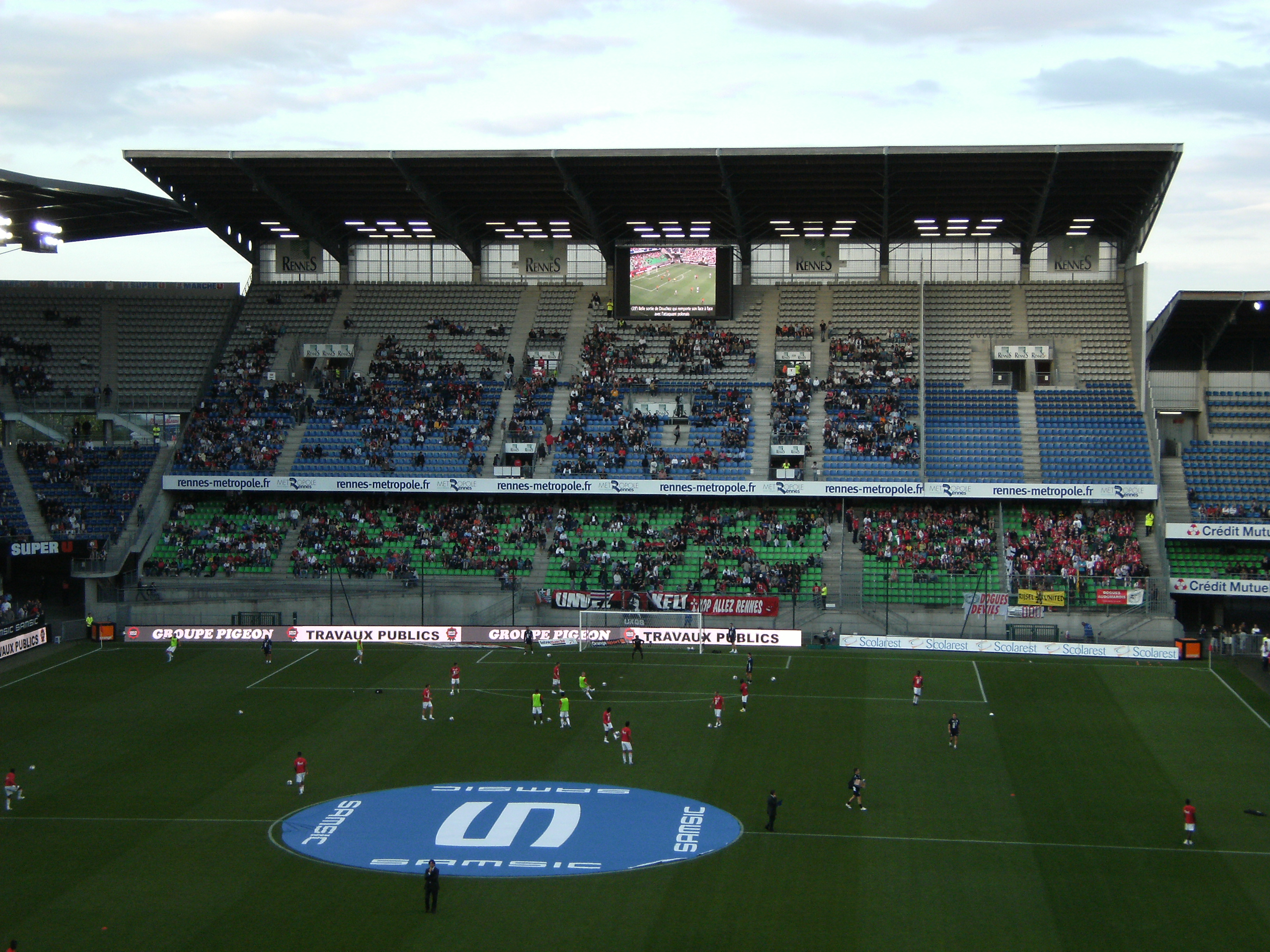
La tribune Rennes avec son écran géant et l'espace visiteurs sur sa partie droite.

#### Tribune Vilaine
Située côté sud, la tribune présidentielle porte populairement le nom de « tribune Vilaine », puisque étant adossée au fleuve du même nom, voisin du stade. Reconstruite entièrement en 2000, elle a depuis porté des dénominations commerciales différentes. D'abord « tribune PPR », elle est devenue « tribune Conseil général d'Ille-et-Vilaine » en 2005, puis « tribune Crédit mutuel de Bretagne », son nom actuel, à partir de 2009. Son emplacement correspond à l'endroit où se trouvait la première tribune construite pour l'inauguration du parc des sports en 1912. Dans sa forme actuelle, elle abrite de nombreux salons et loges VIP, la tribune de presse, et les vestiaires des joueurs d'une taille de 150 mètres carrés. Pour répondre aux normes de l'UEFA lors de la participation du Stade rennais FC à la Ligue Europa 2011-2012, les bancs de touche sont déplacés en tribune Vilaine, deux espaces, situés au bord de l'aire de jeu, accueillant à partir de septembre 2011 les remplaçants et les staffs des équipes. Construite sur deux niveaux, elle est la plus basse des quatre tribunes du stade et comprend les deux virages faisant la jonction avec les tribunes Mordelles et Rennes.

#### Tribune Lorient
Située côté nord, face à la tribune présidentielle, se trouve la tribune appelée populairement « tribune Lorient », puisque longeant la route du même nom, et qui porte la dénomination commerciale de « tribune Super U ». Rénovée en dernier lieu, en 2003-2004, elle arbore alors la dénomination de « tribune Carrefour » tandis que des images de faux spectateurs y sont apposées pour éviter aux caméras de télévision la vision d'une tribune vide. Construite en 1987, elle abrite comme la tribune Vilaine des salons et loges VIP, mais aussi la boutique officielle du club sur 300 mètres carrés,, et le restaurant « Léon le cochon ». Construite sur trois niveaux, la tribune comprend les deux virages faisant la jonction avec les tribunes Mordelles et Rennes. Le sigle « SRFC » y est formé par la mosaïque des sièges, rappelant que le club résident est le Stade rennais FC.

#### Tribune Mordelles
Située côté ouest se trouve la tribune appelée populairement « tribune Mordelles », du nom d'une commune proche de l'agglomération rennaise se trouvant vers cette direction, le long de la route de Lorient. Officiellement, la tribune porte la dénomination commerciale de « tribune Groupe Rose », auparavant la « tribune Ouest-France ». Construite en 1974 et inaugurée en janvier 1975, elle est profondément rénovée en 2002 et comprend depuis un salon VIP. La tribune Mordelles, située derrière l'un des buts et construite sur trois niveaux, abrite également dans sa partie basse le groupe de supporters du Roazhon Celtic Kop.

#### Tribune Rennes
Située côté est, la tribune Rennes est la plus récente de l'enceinte. Sa dénomination commerciale, « tribune Ville de Rennes », rappelle que la municipalité est propriétaire du stade, et permet au club de réduire le coût de la location du parc des sports. À l'origine, aucune tribune construite en dur n'a occupé son emplacement, seuls des gradins y étant installés. En 1999, la rénovation du stade débute par la construction de la tribune sur deux niveaux, auxquels sont rajoutés un troisième niveau et un toit en 2001. Adossée au centre-ville, elle est divisée en deux parties, dont l'une réservée aux visiteurs. Sa partie basse est également le siège du groupe de supporters des Breizh Stourmer entre 2003 et 2008, puis de l'Unvez Kelt entre 2008 et 2012 et enfin du Red Black Roazhon au cours de la saison 2015-2016.

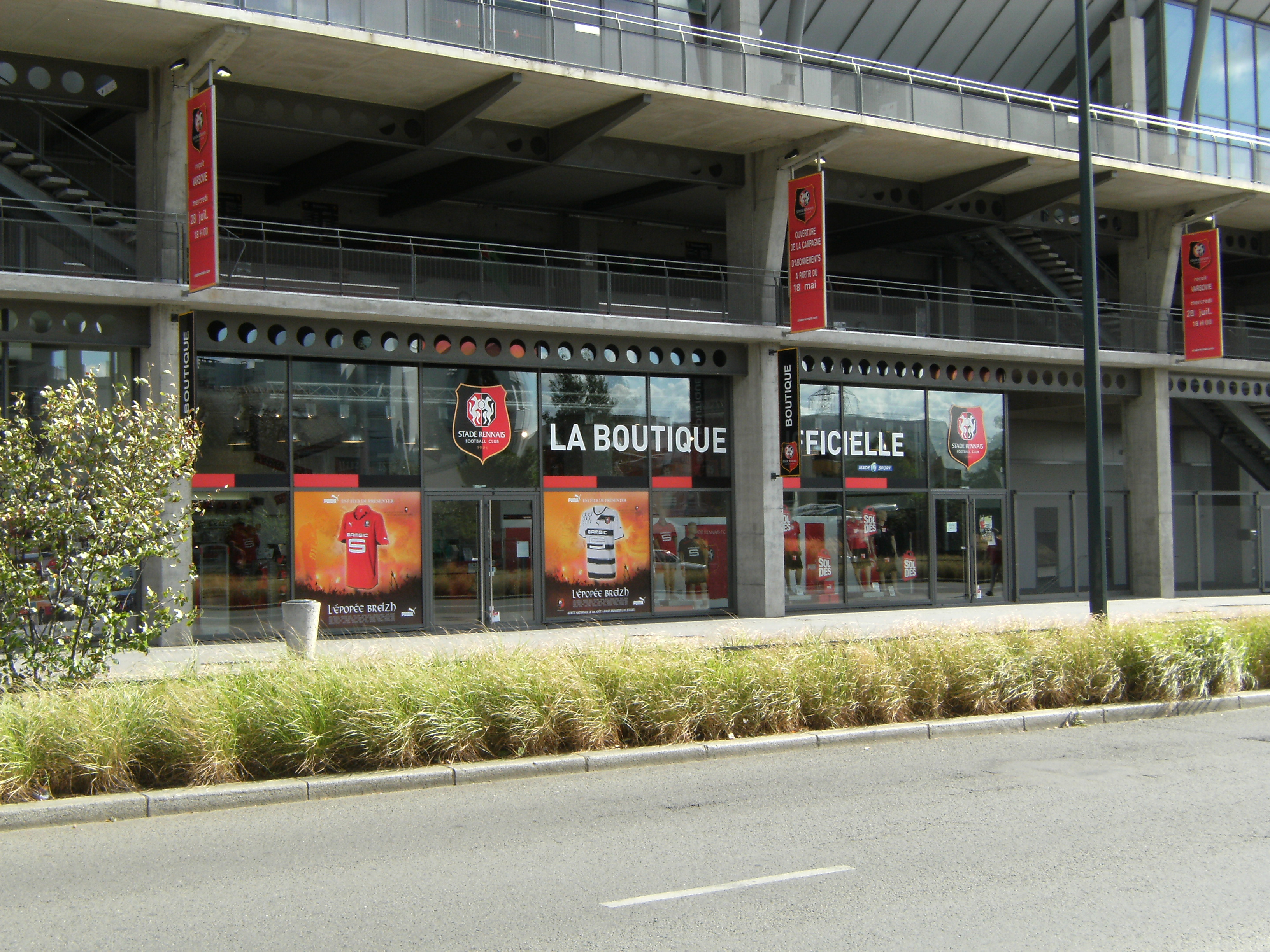
Entrée de la boutique sur la route de Lorient.
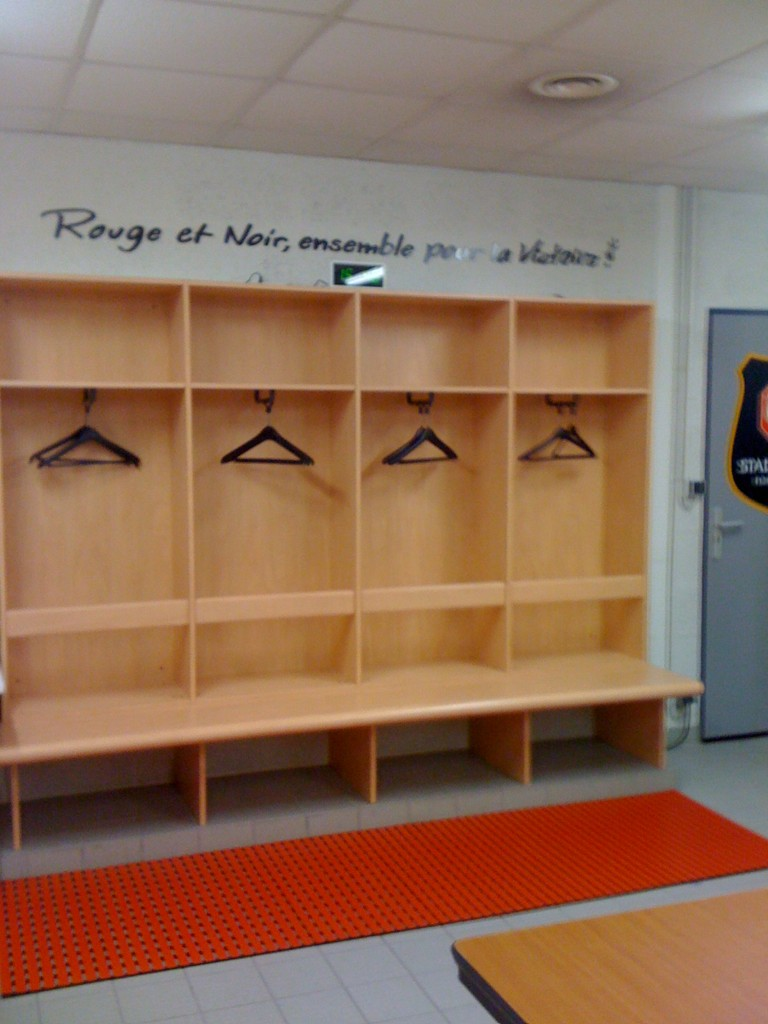
Les vestiaires, situés à l'intérieur de la tribune Vilaine.
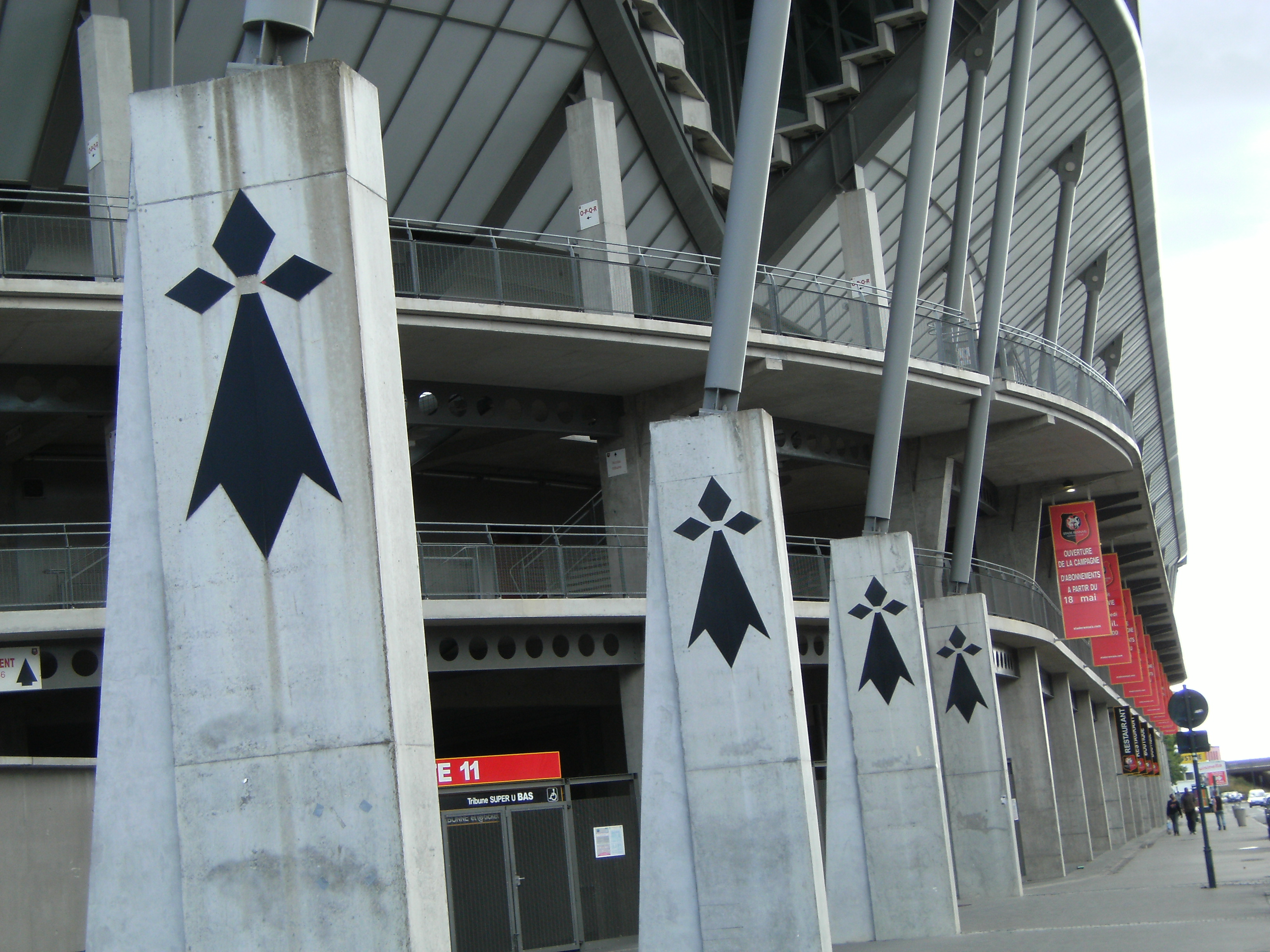
Hermines sur les pylônes soutenant la tribune Lorient.
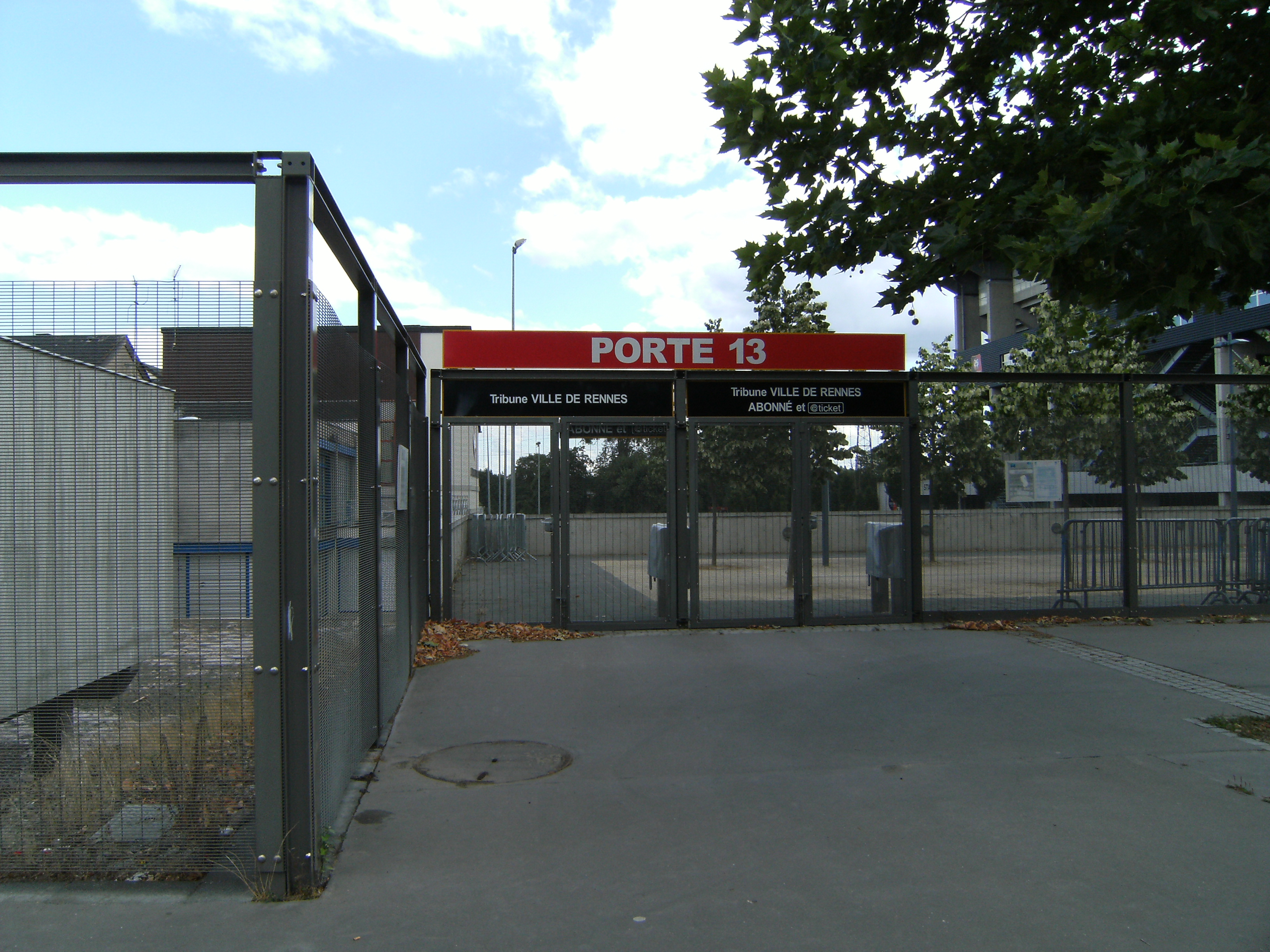
L'une des portes d'accès au stade.

### Éléments commémoratifs

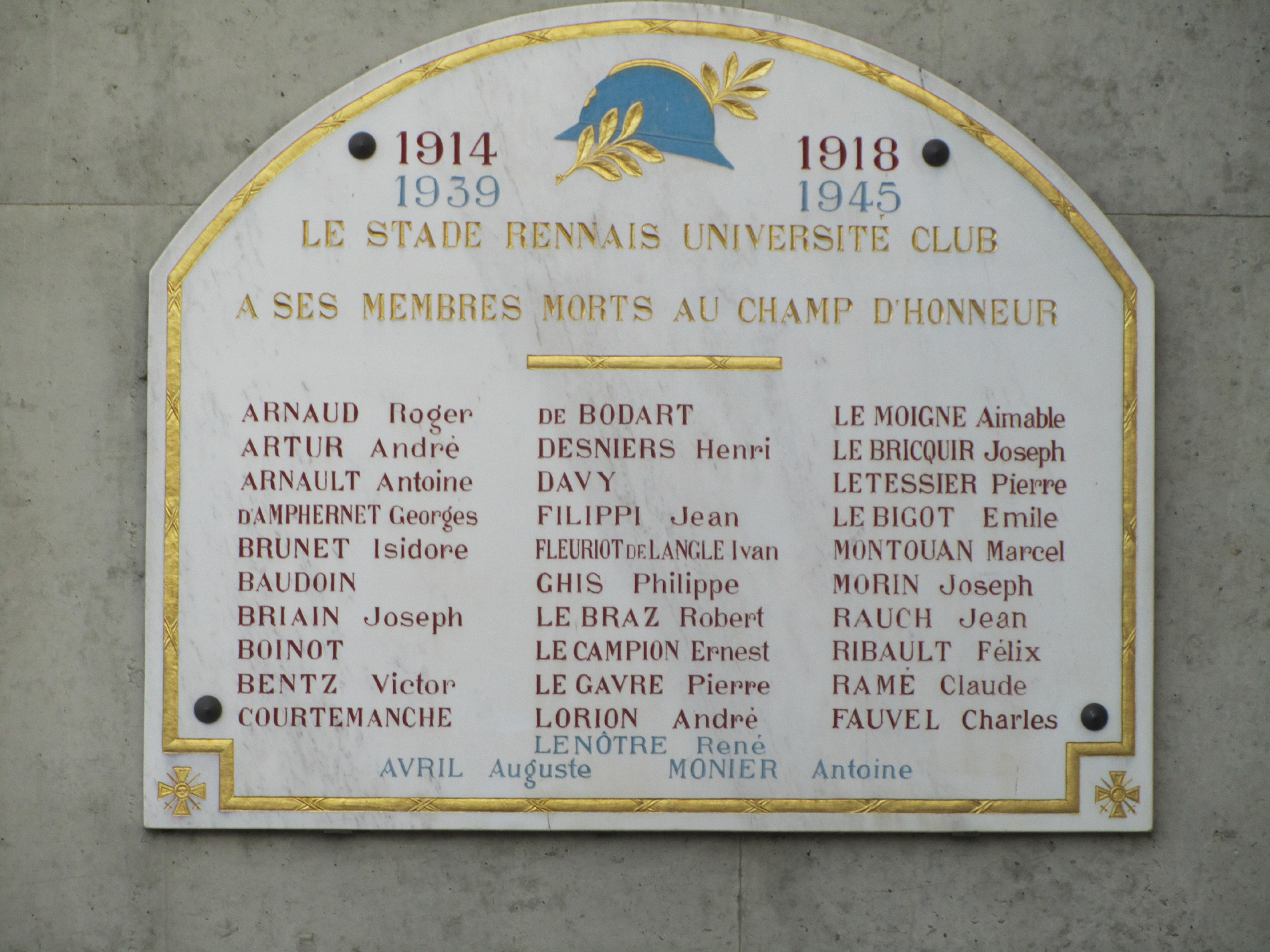
« Le Stade rennais Université Club à ses membres morts au champ d'honneur ».

Peu d'éléments viennent rappeler l'histoire du Stade rennais FC dans un stade entièrement reconstruit au début des années 2000. Au cœur de la tribune Lorient, des espaces réservés aux entreprises portent cependant les noms de plusieurs anciennes gloires du club, en particulier Jean Prouff, mais aussi Marcel Aubour, Marcel Loncle, Laurent Pokou et Daniel Rodighiero. À l'entrée nord de la tribune Rennes se trouve également une plaque posée à la mémoire des membres du SRUC tombés au champ d'honneur pendant la Première et la Seconde Guerre mondiale, notamment Philippe Ghis, l'un des membres-fondateurs du club,.

## Utilisation du stade

### Aspects administratifs et économiques

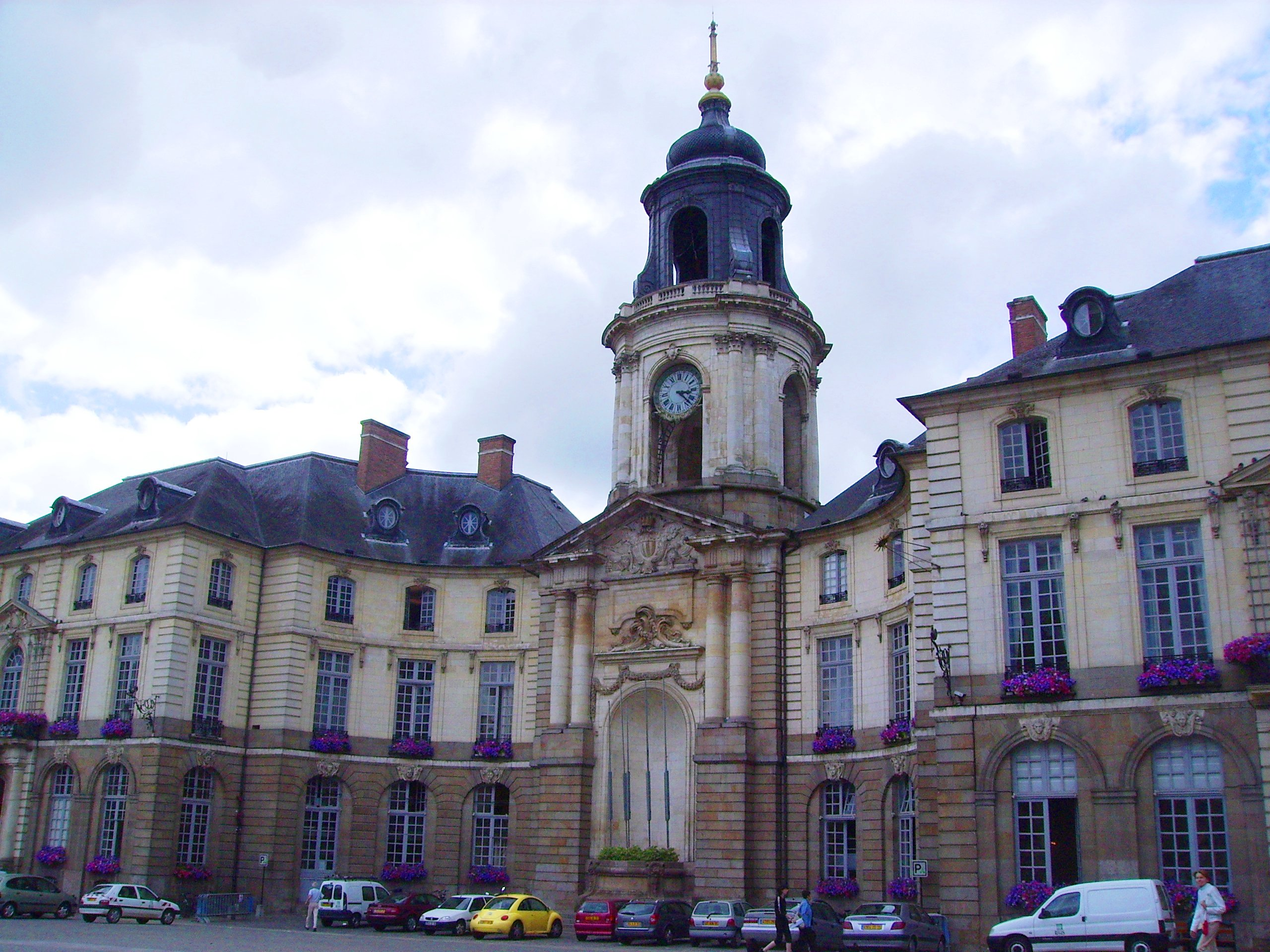
La ville de Rennes, ici représentée par son hôtel de ville, est la propriétaire du Roazhon Park.

#### Administration et exploitation
Le Roazhon Park est la propriété de la ville de Rennes. Elle le loue au Stade rennais FC pour un montant qui s'élève à 1 029 582 euros par an depuis janvier 2010. Le coût réel pour le club est cependant limité par diverses prestations de services qu'il met à la disposition de la municipalité, pour un montant de 916 850 euros, réduisant le loyer à un total de 112 732 euros. Chaque année, le club verse cependant 550 000 euros supplémentaires à la ville au titre de la taxe sur les spectacles, et 80 000 euros de taxe foncière.
La gestion des partenariats publicitaires et de leur affichage dans l'enceinte du stade est cédée par la municipalité au club en 1973. Depuis le 1er janvier 1999, aucun personnel de la ville de Rennes ne travaille au Roazhon Park, l'ensemble des intervenants étant directement employés par le club, ou par des prestataires rémunérés par le Stade rennais FC.

#### Coûts et recettes
Un match joué au Roazhon Park génère en moyenne 630 000 euros de chiffre d'affaires pour le Stade rennais FC, hors sponsors. Le principal poste de recette est la billetterie, qu'il s'agisse de la vente au grand public ou des places VIP, qui génère 550 000 euros de revenus par match, soit 87 % du chiffre d'affaires total. Ce dernier est complété notamment par la vente de nourriture et de boissons, soit 15 000 euros de chiffre d'affaires par match, et par les ventes de maillots et de produits dérivés à la boutique du club, pour un total de 10 000 euros par match.
En 2009-2010, le prix des abonnements à l'année au stade de la route de Lorient place globalement le Stade rennais FC dans la moyenne des clubs de Ligue 1, avec un tarif légèrement inférieur à la moyenne pour les tribunes Mordelles et Rennes, mais au-dessus pour les tribunes Lorient et Vilaine. Sur un match, en 2010-2011, un billet tout public coûte en moyenne 16,90 euros, soit 37 centimes de plus que la saison précédente. Une tendance à la hausse également observée sur les abonnements à l'année entre 2005 et 2009.
L'organisation des rencontres coûte de l'argent au Stade rennais FC, qui sous-traite à de nombreux prestataires. Les personnes travaillant aux buvettes du stade, les hôtesses VIP, les serveurs, le traiteur, les agents de nettoyage et les agents de sécurité sont ainsi employés par des entreprises extérieures. Des secouristes bénévoles sont également présents, le Stade rennais FC versant 1 200 euros par match à la SNSM. L'organisation de la sécurité est directement gérée par le club, qui emploie 350 stadiers et dépense 45 000 à 50 000 euros par match pour cela. Enfin, une somme de 4 000 euros est dépensée ponctuellement lors des matchs à haut risque pour le déploiement d'une compagnie de CRS.

### Stade rennais FC
Le Stade rennais FC joue au Roazhon Park toutes ses rencontres à domicile depuis 1912. Le club y a donc disputé l'ensemble de ses saisons professionnelles, toutes disputées en Ligue 1 et en Ligue 2. Alors qu'en 1965, année du premier succès du club dans l'épreuve, le règlement de la Coupe de France oblige à ce que tous les matchs soient disputés sur terrain neutre, le stade de la route de Lorient accueille en 1971 quelques rencontres du parcours victorieux du Stade rennais FC dans la compétition. À partir des huitièmes de finale, les matchs sont disputés sous une formule de rencontres aller-retour qui permettent au public rennais de soutenir son équipe. En demi-finale, c'est ainsi au stade de la route de Lorient que se dispute le match retour entre l'équipe rennaise et l'Olympique de Marseille, qui voit la victoire des locaux après l'épreuve des tirs au but. Quatre autres demi-finales de Coupe de France impliquant le Stade rennais FC sont disputées au stade de la route de Lorient, en 1919 face au CASG Paris (défaite 3-4), en 1970 contre l'AS Saint-Étienne (défaite 0-1, suivie d'un match nul 1-1 au retour à Saint-Étienne), en 1986 de nouveau face à Marseille (match nul 1-1, Marseille se qualifiant grâce à sa victoire 1-0 au match aller), et en 2014 contre le SCO Angers (victoire 3-2). Enfin, le Stade rennais FC dispute également deux demi-finales de Coupe de la Ligue, la première gagnée face au Montpellier HSC, en 2013, la seconde perdue contre le Paris Saint-Germain, en 2018. 

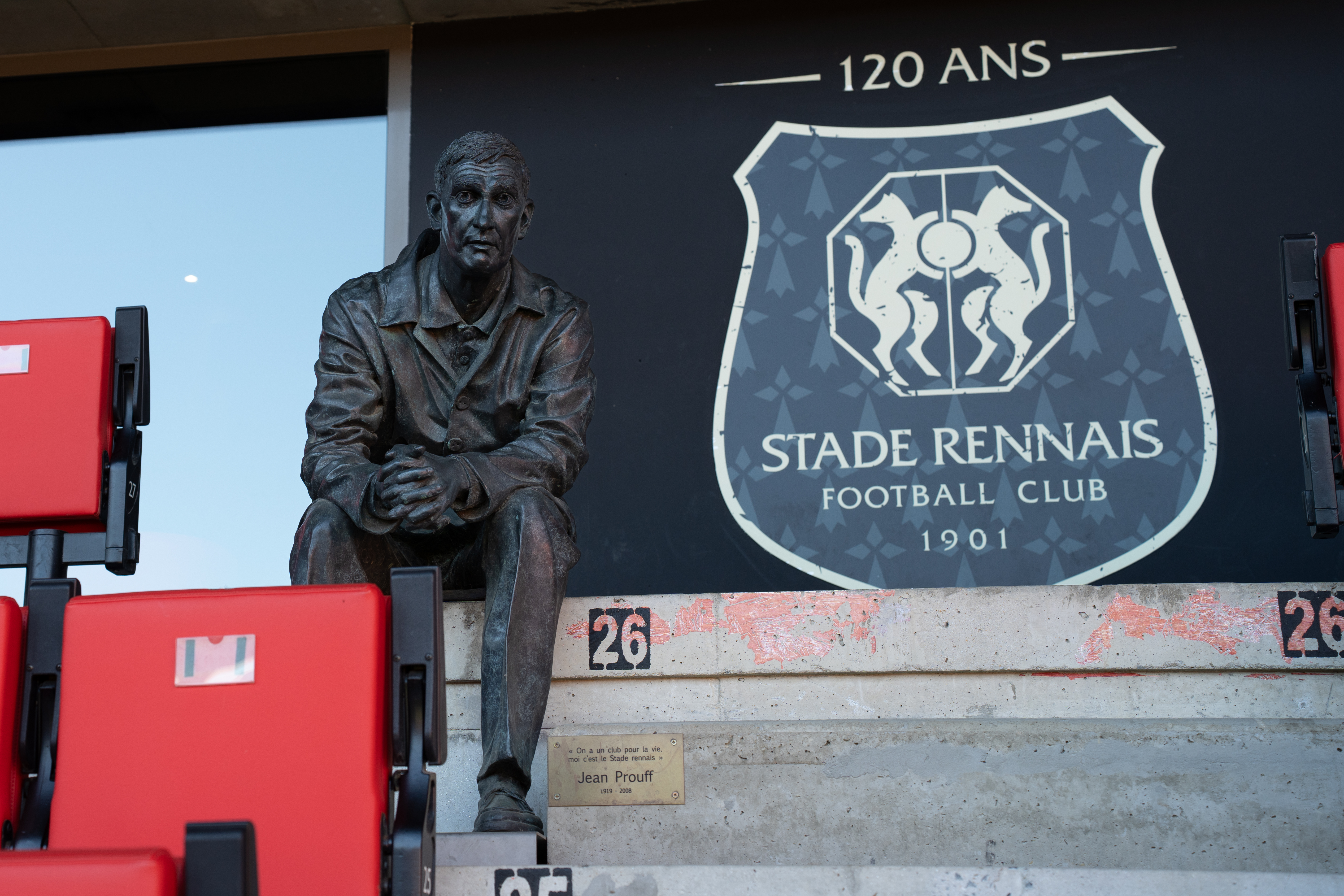
Statue en bronze de Jean Prouff, érigée dans la tribune du Roazhon Park, rendant hommage à l'emblématique entraîneur du Stade rennais FC

Le Stade rennais FC célèbre également au Roazhon Park ses anniversaires. Le 1er mai 1951, le cinquantenaire du club est prétexte à de nombreuses festivités dans l'enceinte du stade, et un match amical est disputé entre joueurs rennais et le club anglais de Charlton. Le 1er septembre 2001, le centenaire est à son tour célébré. Un match réunissant les anciens joueurs du club est organisé, alors que l'équipe première dispute pour sa part une rencontre amicale face à l'équipe nationale du Sénégal. Le 10 mars 2021, lors de l'anniversaire des 120 ans du club, le Stade rennais FC annonce la mise en place d'une statue de bronze en l'honneur de Jean Prouff (double vainqueur de la Coupe de France en 1965 et 1971) dans l'enceinte du Roazhon Park (Tribune Lorient, rang 26), là où il s'asseyait pour assister aux matchs du club après sa carrière de joueur et d'entraîneur.
Depuis le 16 juillet 2020, avec la création de la « Galerie des Légendes » en 2019, il est possible de faire une visite guidée du stade.

### Équipe de France de football

#### Sélection masculine
Le Roazhon Park accueille également quelques matchs internationaux. L'équipe de France de football y dispute une première rencontre, le 18 août 2004 en amical face à la Bosnie-Herzégovine. Ce match, le premier à la tête des « Bleus » pour Raymond Domenech, se solde par un résultat nul un but partout. Peguy Luyindula et Ivica Grlić sont les deux buteurs de la rencontre, disputée devant 26 527 spectateurs. Dix ans plus tard, le 14 novembre 2014, un deuxième match amical des Bleus, cette fois face à l'Albanie, a lieu au stade de la route de Lorient, et se termine sur le même score d'un but partout, une réalisation d'Antoine Griezmann répondant à l'ouverture du score de Mërgim Mavraj pour l'Albanie. Enfin, un troisième match amical se solde cette fois par une victoire française, sur le score de cinq buts à zéro, le 2 juin 2017 contre le Paraguay, avec un triplé d'Olivier Giroud, et deux buts de Moussa Sissoko et Antoine Griezmann devant 28 256 spectateurs,.
| Liste des matchs de l'équipe de France masculine de football disputés au Roazhon Park | Liste des matchs de l'équipe de France masculine de football disputés au Roazhon Park | Liste des matchs de l'équipe de France masculine de football disputés au Roazhon Park | Liste des matchs de l'équipe de France masculine de football disputés au Roazhon Park | Liste des matchs de l'équipe de France masculine de football disputés au Roazhon Park | Liste des matchs de l'équipe de France masculine de football disputés au Roazhon Park | Liste des matchs de l'équipe de France masculine de football disputés au Roazhon Park |
| N°                                                                                    | Date                                                                                  | Match                                                                                 | Score                                                                                 | Compétition                                                                           | Affluence                                                                             |                                                                                       |
| ------------------------------------------------------------------------------------- | ------------------------------------------------------------------------------------- | ------------------------------------------------------------------------------------- | ------------------------------------------------------------------------------------- | ------------------------------------------------------------------------------------- | ------------------------------------------------------------------------------------- | ------------------------------------------------------------------------------------- |
| 1                                                                                     | 18 août 2004                                                                          | France - Bosnie-Herzégovine                                                           | 1 - 1                                                                                 | Match amical                                                                          | 26 527                                                                                |                                                                                       |
| 2                                                                                     | 14 novembre 2014                                                                      | France - Albanie                                                                      | 1 - 1                                                                                 | Match amical                                                                          | 29 000                                                                                |                                                                                       |
| 3                                                                                     | 2 juin 2017                                                                           | France - Paraguay                                                                     | 5 - 0                                                                                 | Match amical                                                                          | 28 256                                                                                |                                                                                       |

#### Sélection féminine
Le stade accueille également à six reprises l'équipe de France féminine, une première fois le 16 mai 1998 pour un match amical face à l'Espagne (victoire 3-2 pour les Françaises), une seconde le 30 septembre 2006 pour un match de qualification à la Coupe du monde 2007 contre l'Angleterre. Ce dernier match, disputé devant 19 215 spectateurs, se termine sur un score nul de un but partout. Enfin, le 3 juin 2016, dans le cadre des éliminatoires de l'Euro 2017, les Bleues battent la Grèce un but à zéro, grâce à une réalisation d'Eugénie Le Sommer. À cette occasion, le record d'affluence pour un match de football féminin disputé en France est battu avec 24 835 spectateurs.
| Liste des matchs de l'équipe de France féminine de football disputés au Roazhon Park | Liste des matchs de l'équipe de France féminine de football disputés au Roazhon Park | Liste des matchs de l'équipe de France féminine de football disputés au Roazhon Park | Liste des matchs de l'équipe de France féminine de football disputés au Roazhon Park | Liste des matchs de l'équipe de France féminine de football disputés au Roazhon Park | Liste des matchs de l'équipe de France féminine de football disputés au Roazhon Park | Liste des matchs de l'équipe de France féminine de football disputés au Roazhon Park |
| N°                                                                                   | Date                                                                                 | Match                                                                                | Score                                                                                | Compétition                                                                          | Affluence                                                                            |                                                                                      |
| ------------------------------------------------------------------------------------ | ------------------------------------------------------------------------------------ | ------------------------------------------------------------------------------------ | ------------------------------------------------------------------------------------ | ------------------------------------------------------------------------------------ | ------------------------------------------------------------------------------------ | ------------------------------------------------------------------------------------ |
| 1                                                                                    | 16 mai 1998                                                                          | France - Espagne                                                                     | 3 - 2                                                                                | Match amical                                                                         | /                                                                                    |                                                                                      |
| 2                                                                                    | 30 septembre 2006                                                                    | France - Angleterre                                                                  | 1 - 1                                                                                | Qualifications Coupe du monde 2007                                                   | 19 215                                                                               |                                                                                      |
| 3                                                                                    | 3 juin 2016                                                                          | France - Grèce                                                                       | 1 - 0                                                                                | Qualifications Euro 2017                                                             | 24 835                                                                               |                                                                                      |
| 4                                                                                    | 9 avril 2018                                                                         | France - Canada                                                                      | 1 - 0                                                                                | Match amical                                                                         | 11 058                                                                               |                                                                                      |
| 5                                                                                    | 17 juin 2019                                                                         | Nigeria - France                                                                     | 0 - 1                                                                                | Coupe du monde 2019                                                                  | 28 267                                                                               |                                                                                      |
| 6                                                                                    | 1er décembre 2023                                                                    | France - Autriche                                                                    | 3 - 0                                                                                | Ligue des nations 2024                                                               | 26 453                                                                               |                                                                                      |

### Coupe du monde féminine 2019
Le 20 mars 2015, la France obtient l'organisation de la Coupe du monde féminine de football 2019 et Rennes fait partie des onze villes sélectionnées pour recevoir des matchs.
| Matchs de la Coupe du monde féminine 2019 | Matchs de la Coupe du monde féminine 2019 | Matchs de la Coupe du monde féminine 2019 | Matchs de la Coupe du monde féminine 2019 | Matchs de la Coupe du monde féminine 2019 | Matchs de la Coupe du monde féminine 2019 | Matchs de la Coupe du monde féminine 2019 |
| Date                                      | Heure                                     | Équipe 1                                  | Résultat                                  | Équipe 2                                  | Tour                                      | Affluence                                 |
| ----------------------------------------- | ----------------------------------------- | ----------------------------------------- | ----------------------------------------- | ----------------------------------------- | ----------------------------------------- | ----------------------------------------- |
| 8 juin 2019                               | 15:00                                     | Allemagne                                 | 1 - 0                                     | Chine                                     | Groupe B                                  | 15 283                                    |
| 11 juin 2019                              | 18:00                                     | Chili                                     | 0 - 2                                     | Suède                                     | Groupe F                                  | 15 875                                    |
| 14 juin 2019                              | 15:00                                     | Japon                                     | 2 - 1                                     | Écosse                                    | Groupe D                                  | 13 201                                    |
| 17 juin 2019                              | 21:00                                     | Nigeria                                   | 0 - 1                                     | France                                    | Groupe A                                  | 28 267                                    |
| 20 juin 2019                              | 21:00                                     | Thaïlande                                 | 0 - 2                                     | Chili                                     | Groupe F                                  | 13 567                                    |
| 25 juin 2019                              | 21:00                                     | Pays-Bas                                  | 2 - 1                                     | Japon                                     | Huitième de finale                        | 21 076                                    |
| 29 juin 2019                              | 18:30                                     | Allemagne                                 | 1 - 2                                     | Suède                                     | Quart de finale                           | 25 301                                    |

### Coupe de France
En tant que stade à vocation régionale, le stade accueille des matchs de coupe de France.
| Date            | Tour             | Équipe         | Adversaire          | Score | Affluence |
| --------------- | ---------------- | -------------- | ------------------- | ----- | --------- |
| 26 février 2025 | Quarts de finale | Stade briochin | Paris Saint-Germain | 0 - 7 | 25 915    |

### Événements sportifs

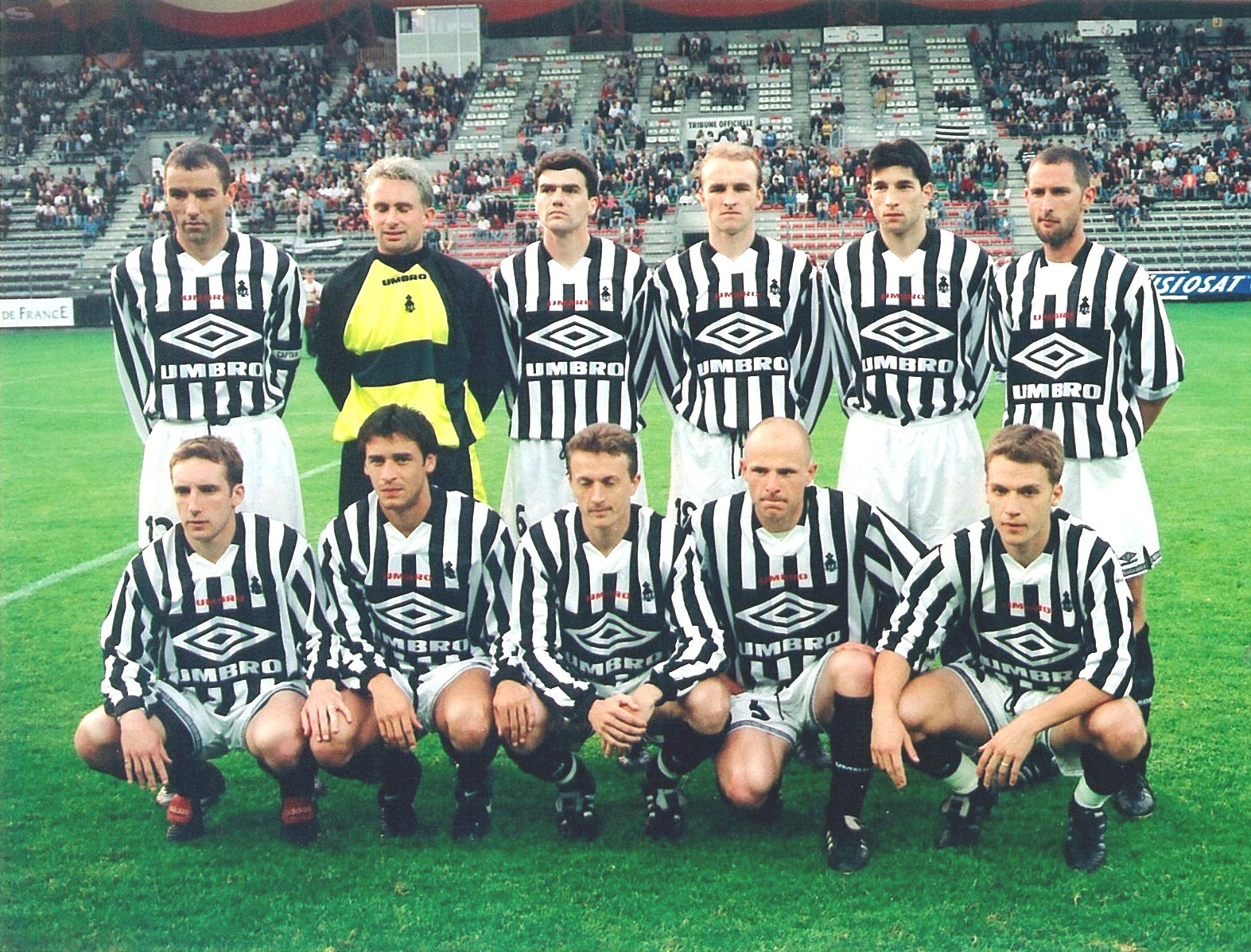
Match de l'équipe de Bretagne de football au stade de la route de Lorient, le 21 mai 1998.

Dans un registre un peu similaire, le stade de la route de Lorient est également le théâtre d'une rencontre disputée par l'équipe de Bretagne de football face au Cameroun le 21 mai 1998 (1-1).

### Rugby
En juin 2016, le stade accueille les demi-finales du championnat de France de rugby à XV. Le 17 juin 2016, le Racing 92 remporte la première demi-finale face à l'ASM Clermont Auvergne après prolongation (34–33). Le lendemain, le RC Toulon gagne également sa place en finale, face au Montpellier Hérault rugby (27–18).
| Date         | Heure (CET) | Équipe 1              | Résultat      | Équipe 2       | Affluence |
| ------------ | ----------- | --------------------- | ------------- | -------------- | --------- |
| 17 juin 2016 | 20 h 45     | ASM Clermont Auvergne | 33 - 34 a. p. | Racing 92      | 29 013    |
| 18 juin 2016 | 20 h 45     | RC Toulon             | 27 - 18       | Montpellier HR | 28 937    |

### Événements divers

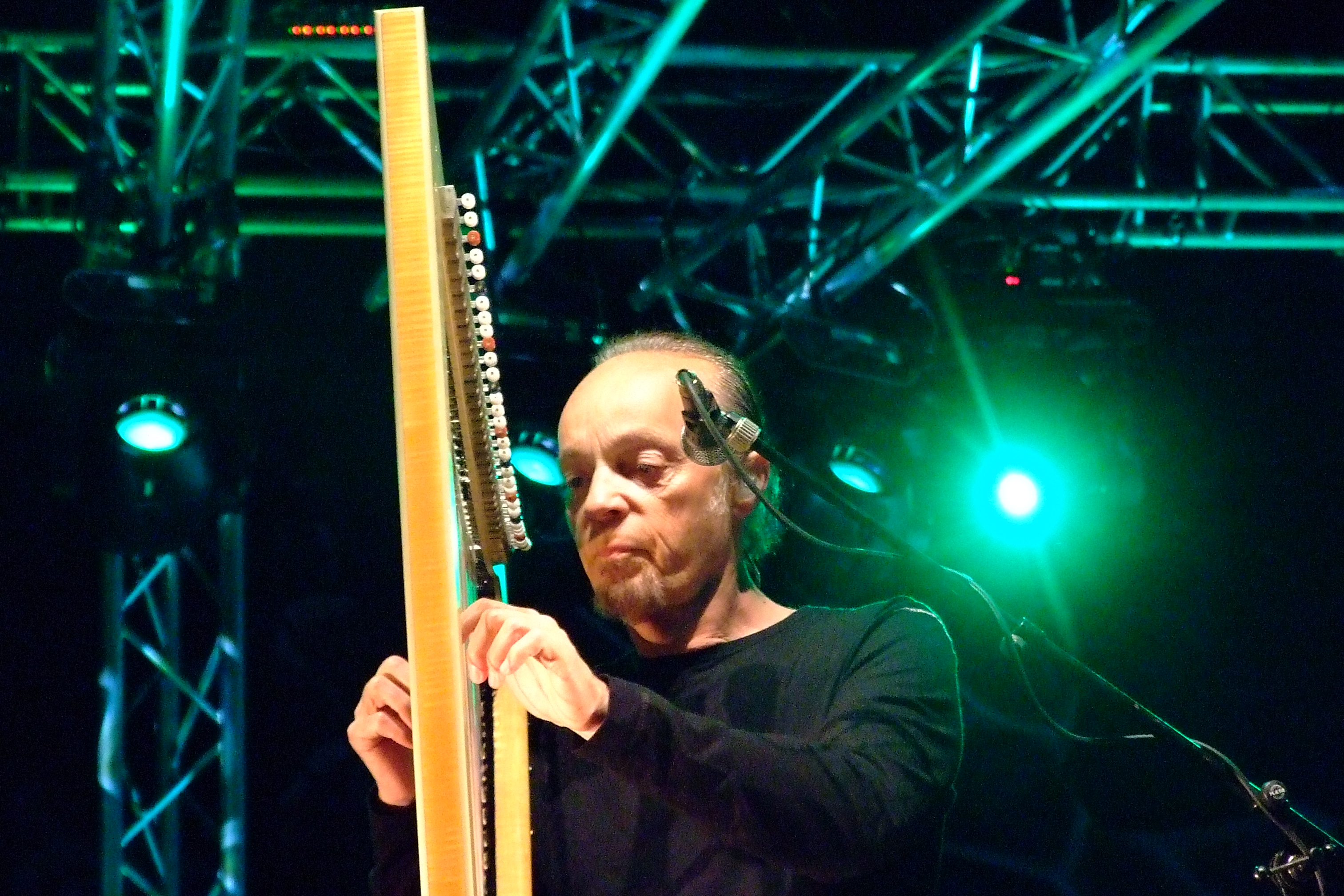
Alan Stivell participe à la Nuit interceltique 2007, organisée au stade de la route de Lorient.

L'enceinte sportive accueille ponctuellement des événements culturels. Le 2 juin 2007 puis le 17 mai 2008, s'y déroulent par deux fois les Nuits interceltiques réunissant des musiciens tels que Alan Stivell, Dan Ar Braz, Denez Prigent, Carlos Núñez ou le bagad de Lann-Bihoué.
Le 27 mai 2007, jour de la Pentecôte, le stade accueille également un grand rassemblement diocésain présidé par l'archevêque de Rennes, Monseigneur Pierre d'Ornellas. Il rassemble 22 700 catholiques. Une expérience renouvelée cinq ans après, le 27 mai 2012, regroupant cette fois près de 25 000 personnes.

#### Terrain neutre
Le Roazhon Park accueille un match « à domicile » de l'US concarneau dans le cadre du championnat de Ligue 2, en raison de l'indisponibilité de leur stade habituel (stade Guy-Piriou en cours de rénovation) et du stade de remplacement initialement prévu (Stade du Moustoir de Lorient).
Suite au parcours du Stade briochin lors de la coupe de France 2024-2025, le club de Saint-Brieuc arrive en 1/4 de finale mais son stade (Stade Fred-Aubert) n'étant pas homologué à ce stade de la compétion le match est délocalisé à Rennes,.
| Date            | Compétition                   | Équipe 1       | Équipe 2            | Score | Affluence |
| --------------- | ----------------------------- | -------------- | ------------------- | ----- | --------- |
| 20 avril 2024   | 33e journée de Ligue 2        | US Concarneau  | US Quevilly-Rouen   | 0 - 0 | 1 856     |
| 26 février 2025 | 1/4 finale de Coupe de France | Stade briochin | Paris Saint-Germain | 0 - 7 | 25 915    |

## Affluences

### Record d'affluence
Le tableau suivant récapitule l'évolution du record d'affluence du Roazhon Park à l'occasion des rencontres du Stade rennais FC depuis la saison 1946-1947. Le record actuel est de 29 490 spectateurs, marque établie à l'occasion d'une rencontre de Ligue 1 disputée le 20 août 2005 contre l'Olympique de Marseille (victoire du SRFC par trois buts à deux).
Avant et pendant la Seconde Guerre mondiale, de nombreuses d'affluences restent inconnues,,,. Cependant, une rencontre amicale disputée entre le Stade rennais FC et le FC Stuttgarter Kickers attire 9 000 spectateurs le 30 mars 1930. Quatre ans plus tard, le 25 décembre 1934, ce sont 10 000 personnes qui assistent à une rencontre de championnat entre l'équipe rennaise et le FC Sochaux-Montbéliard. Enfin, le 20 novembre 1938, ce sont 15 000 spectateurs qui prennent place dans le parc des sports pour assister à une rencontre de deuxième division opposant les Rennais au Red Star.
Pendant près de quarante ans, le record est détenu par un match de Division 1 ayant opposé le Stade rennais FC au FC Nantes le 11 novembre 1965. La rencontre oppose alors le vainqueur sortant de la Coupe de France (Rennes) au champion de France en titre (Nantes), et se solde par une victoire rennaise par deux buts à zéro. Ce record est battu en 2004 à la suite de la rénovation du stade.
| Spectateurs | Adversaire             | Compétition | Date             |
| ----------- | ---------------------- | ----------- | ---------------- |
| 11 400      | RC Lens                | Division 1  | 9 mars 1947      |
| 17 414      | Lille OSC              | Division 1  | 21 novembre 1948 |
| 18 648      | Olympique de Marseille | Division 1  | 23 janvier 1949  |
| 18 817      | Lille OSC              | Division 1  | 12 novembre 1950 |
| 21 397      | Stade de Reims         | Division 1  | 21 décembre 1952 |
| 23 632      | UA Sedan-Torcy         | Division 1  | 19 décembre 1954 |
| 24 899      | Stade de Reims         | Division 1  | 6 décembre 1959  |
| 26 246      | Stade de Reims         | Division 1  | 4 février 1962   |
| 28 148      | FC Nantes              | Division 1  | 11 novembre 1965 |
| 28 525      | FC Metz                | Ligue 1     | 23 octobre 2004  |
| 29 164      | AS Saint-Étienne       | Ligue 1     | 16 avril 2005    |
| 29 345      | FC Nantes-Atlantique   | Ligue 1     | 7 août 2005      |
| 29 490      | Olympique de Marseille | Ligue 1     | 20 août 2005     |

### Affluence moyenne par saison
Le record d'affluence en championnat sur une saison est réalisé lors de la saison 2007-2008 avec 487 169 spectateurs au total pour les rencontres de Ligue 1 (19 matchs). Cependant, le record d'affluence moyenne pour une rencontre de Ligue 1 est établi lors de la saison 2019-2020 avec 25 892 spectateurs en moyenne (14 matchs).
Les affluences moyennes ont significativement augmenté depuis le milieu des années 1990 (voir graphique ci-dessous), suivant la progression sportive du club, mais bénéficiant surtout de la rénovation du stade, qui porte sa capacité d'accueil à un peu moins de 30 000 places assises à partir de 2004. À compter de cette date, l'affluence moyenne est presque systématiquement supérieure à 20 000 spectateurs (hormis durant les saisons 2012-2013, 2013-2014 et 2020-2021).

## Environnement et accès

Le Roazhon Park est situé dans la partie ouest de l'agglomération rennaise.

### Situation
Le Roazhon Park est situé dans le quartier Bourg-l'Évesque - la Touche - Moulin du Comte, dans la partie ouest de l'agglomération rennaise. Son environnement est dominé par la présence de trois axes structurants : le fleuve de la Vilaine au sud, la route de Lorient au nord, et la rocade à l'ouest. À l'origine, le terrain d'honneur n'est qu'une partie d'un ensemble comprenant plusieurs terrains de football. Ceux-ci laissent place après la rénovation du stade principalement à des parkings.

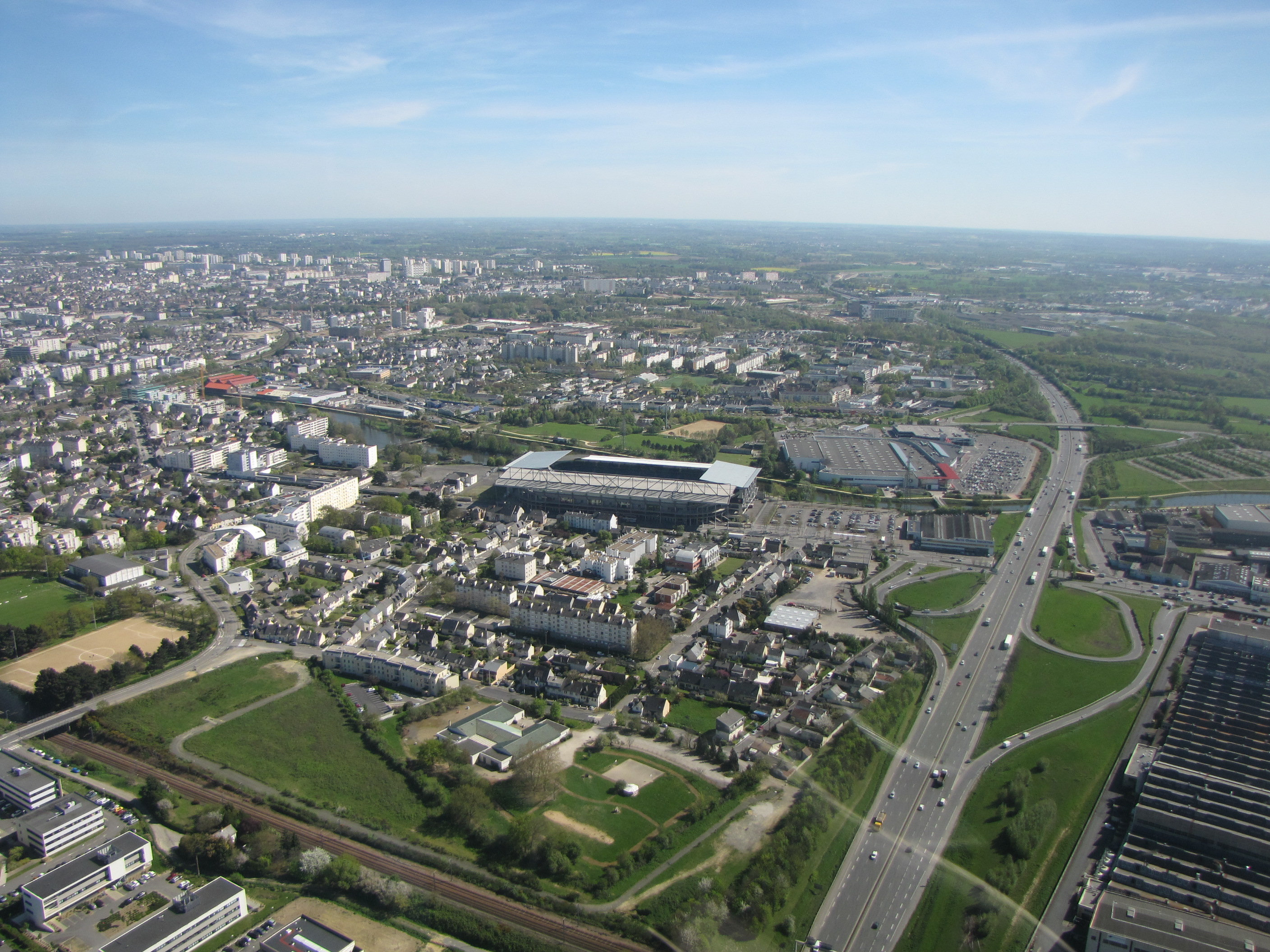
Vue aérienne depuis le nord sur le stade et ses alentours. On aperçoit la Vilaine passant derrière le stade et sur la droite, la rocade de Rennes.

D'un point de vue urbanistique, le stade se trouve au carrefour de quatre ensembles distincts : la zone industrielle ouest dite de la route de Lorient, le quartier du Moulin du Comte, la Prévalaye et le quartier de Cleunay . Au nord du stade se trouve la zone d'aménagement concerté de Lorient Saint-Brieuc, composée essentiellement de logements , caractéristique d'un quartier du Moulin du Comte composé à 80 % de maisons individuelles, et à 20 % de logements collectifs . Au sud-ouest du stade, sur l'autre rive de la Vilaine, se trouve un centre commercial ayant pris la place occupée jusqu'à la fin des années 1990 par une station d'épuration . La zone industrielle de la route de Lorient, située à l'ouest du stade, est pour sa part la première du genre créée en France, en 1952. Encadrée par la Vilaine au sud et par une voie ferrée au nord, son développement est notamment marqué à ses débuts par l'implantation d'une usine Citroën à proximité immédiate du stade . Au sud, le quartier de Cleunay est le fruit d'une zone d'aménagement concerté à objet essentiellement résidentiel , tandis que la Prévalaye est un ensemble paysager naturel et ouvert, aménagé comme tel au début des années 2000, avec une promenade le long de la Vilaine et un parc de stationnement .
À proximité immédiate du stade, derrière la tribune Rennes, se trouve l'école technique privée Odorico, lieu de vie des joueurs en formation au club, créée en 1987 et dont le nom rend hommage à Isidore Odorico, président du Stade rennais UC entre 1933 et 1938. Plus loin au sud-ouest, à la Prévalaye, se trouve le centre d'entraînement Henri-Guérin, où se déroulent les entraînements des équipes du Stade rennais FC, les matchs de ses équipes de jeunes, et où se trouve le siège administratif du club.

### Transports

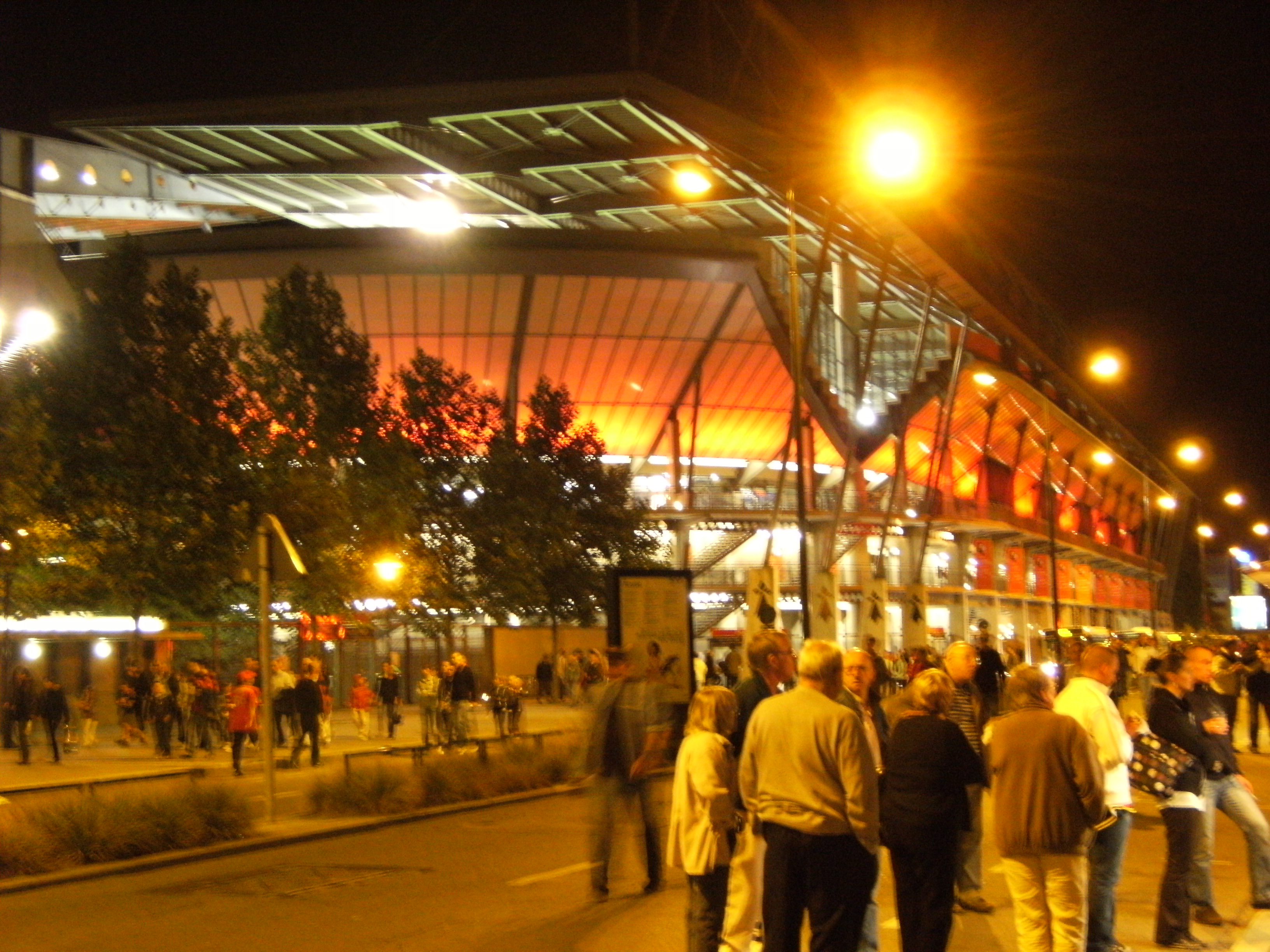
La route de Lorient un soir de match.

Quotidiennement, le Roazhon Park est desservi par les lignes 11, 14, 54, 55 et 56 du réseau de bus du STAR, la ligne B du métro de Rennes permet également de s'y rendre via la station « Cleunay » : une passerelle piétonne enjambant la Vilaine permettant de rejoindre la station, située à 800 mètres du stade en 15 minutes. L'arrêt Roazhon Park situé devant le stade n'est pas desservi les soirs de match, la desserte se fait via l'arrêt Géniaux pour les lignes 11 et 14 le plus lointain arrêt Guilloux pour les autres lignes qui sont déviées pour éviter le secteur.
Cette desserte est renforcée, les soirs de match, par le service Bus de stade : avant le match, une navette part de la station « République » pour s'y rendre et au retour ce sont neuf lignes leur permettant de regagner le centre-ville puis de les raccompagner vers leurs quartiers ou dans une trentaine de communes voisines (comme Pacé, Betton, Bruz ou Mordelles). 
Enfin, en 2015, le Stade rennais FC met en place neuf lignes d'autocars permettant à vingt-six communes plus éloignées et situées en dehors de Rennes Métropole (départs notamment de Saint-Malo, Fougères, Vitré, Châteaubriant, Redon, Ploërmel ou encore Dinan) une liaison directe vers le Roazhon Park les soirs de match.
En automobile, le stade est accessible directement par la sortie « porte de Lorient » de la rocade de Rennes. La route de Lorient étant fermée à la circulation les soirs de match, un parking, accessible par la sortie « porte de Cleunay » de la rocade, est mis à la disposition des supporters. Le stade se trouve également à moins de dix kilomètres de l'aéroport de Rennes-Bretagne, accessible en moins d'un quart d'heure. 
Les personnes présentant un handicap peuvent pour leur part stationner leur véhicule sur le parking officiel (P2) situé derrière la tribune Mordelles, ou sur le parking Moulin du Comte (P5) situé derrière la tribune Rennes. Elles peuvent également bénéficier du service « dépose minute », leur permettant de s'approcher au plus près du stade, en s'affranchissant des barrages mis en place pour barrer l'accès de la route de Lorient aux véhicules. Ces deux dispositifs sont soumis à l'obtention de laissez-passer. L'emplacement des personnes handicapées dans l'enceinte du stade est pour sa part déterminé par le Stade rennais FC.

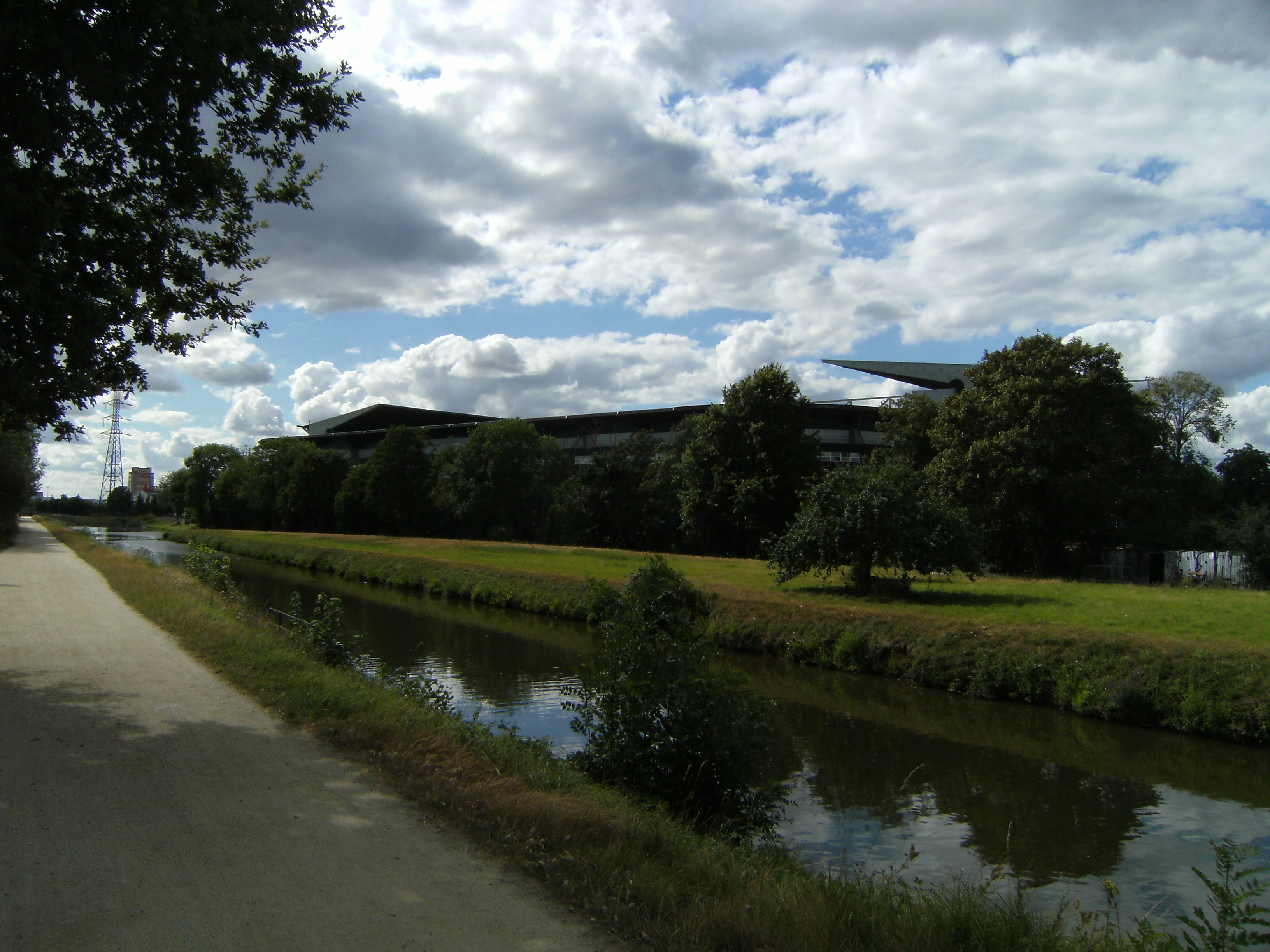
La Vilaine bordant le stade.
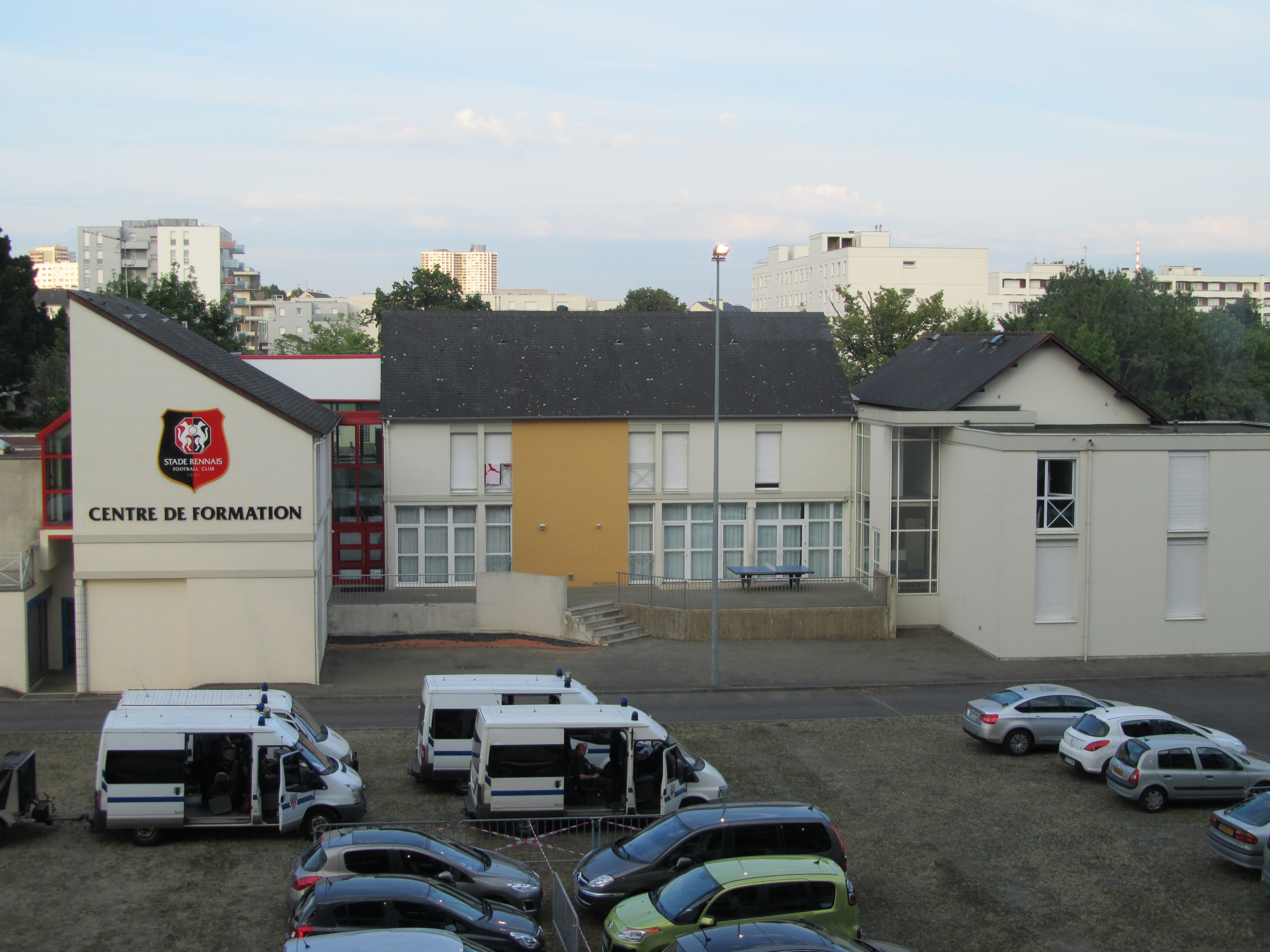
Vue sur le centre de formation du Stade rennais FC depuis la tribune Rennes.
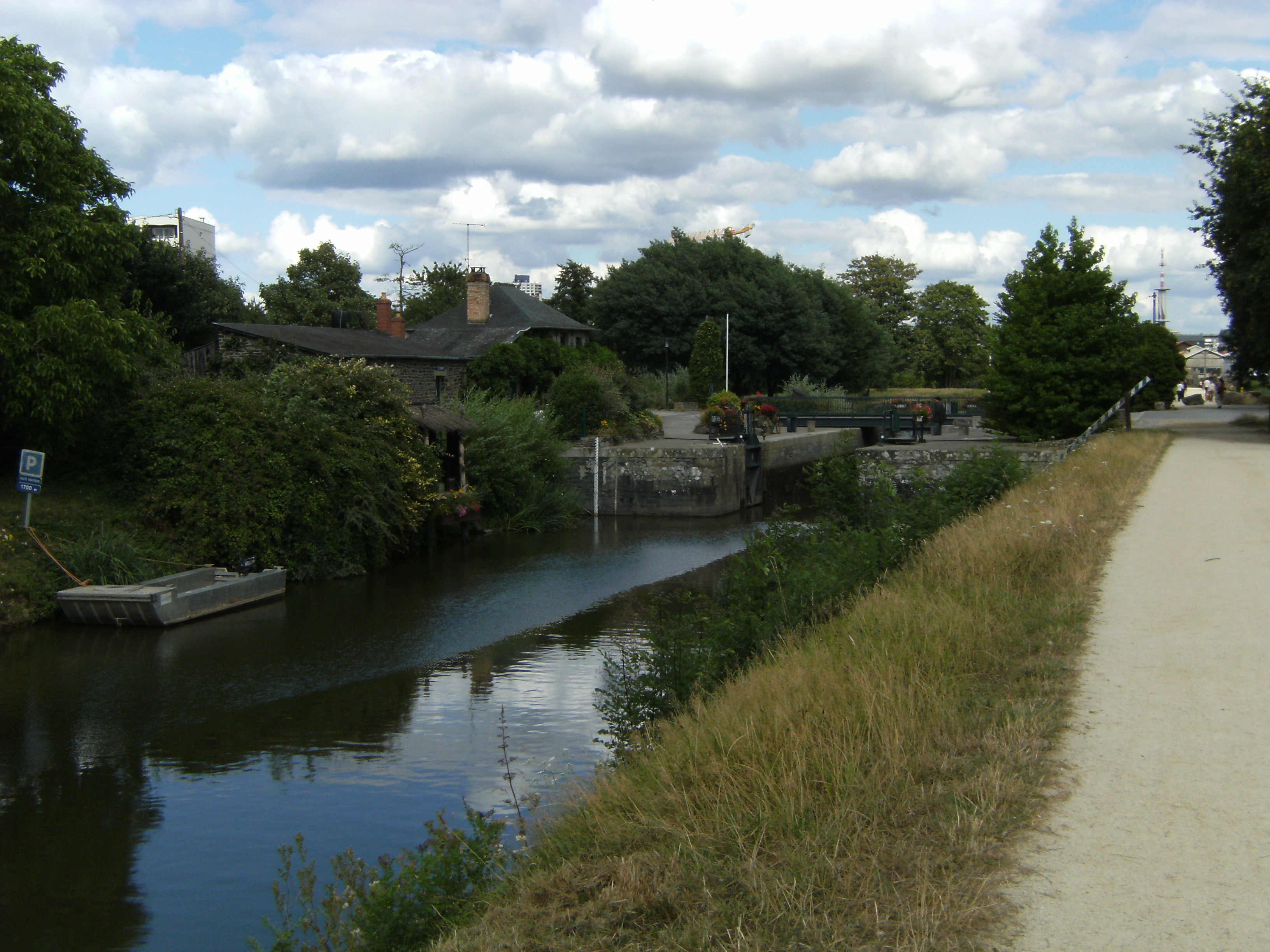
L'écluse du Moulin du Comte.
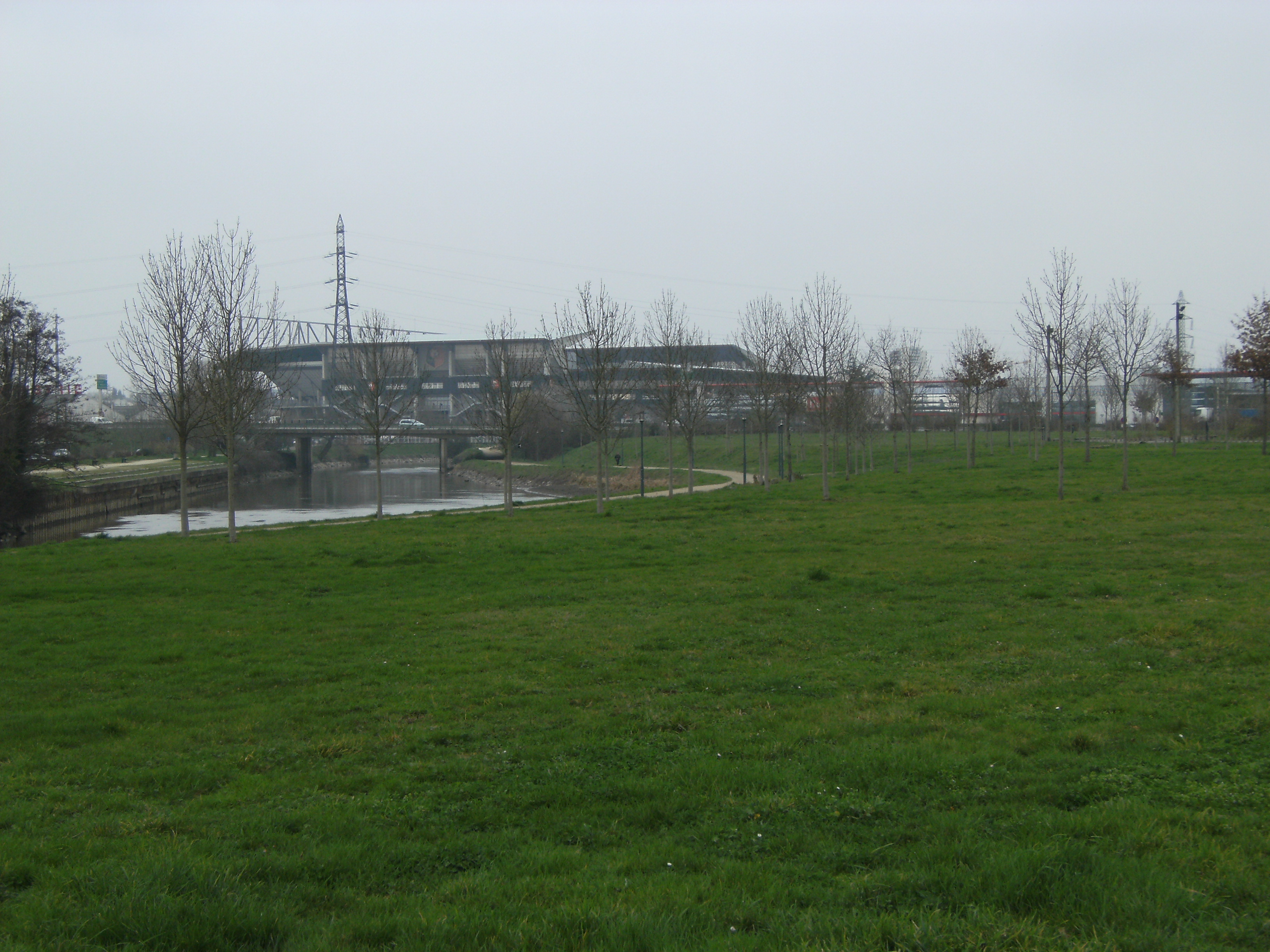
Vue sur le stade depuis la Prévalaye.